# Reformierte Kirche Wädenswil

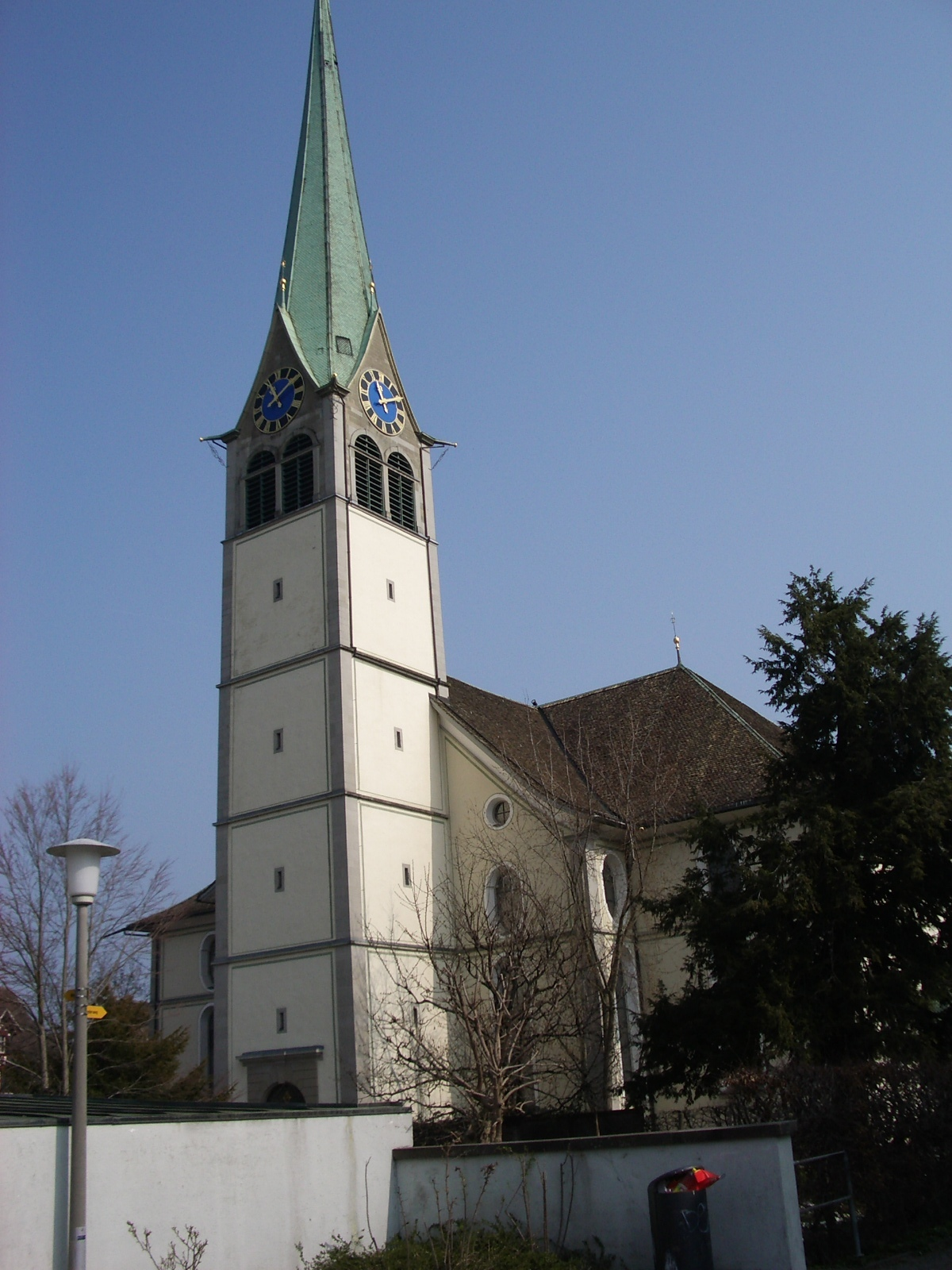
Reformierte Kirche Wädenswil

Die reformierte Kirche Wädenswil ist eine Querkirche des Spätbarocks und das Hauptwerk des Baumeisters Johann Ulrich Grubenmann. Sie steht unter Denkmalschutz und ist für ihre aussergewöhnliche Dachkonstruktion bekannt.

## Geschichte

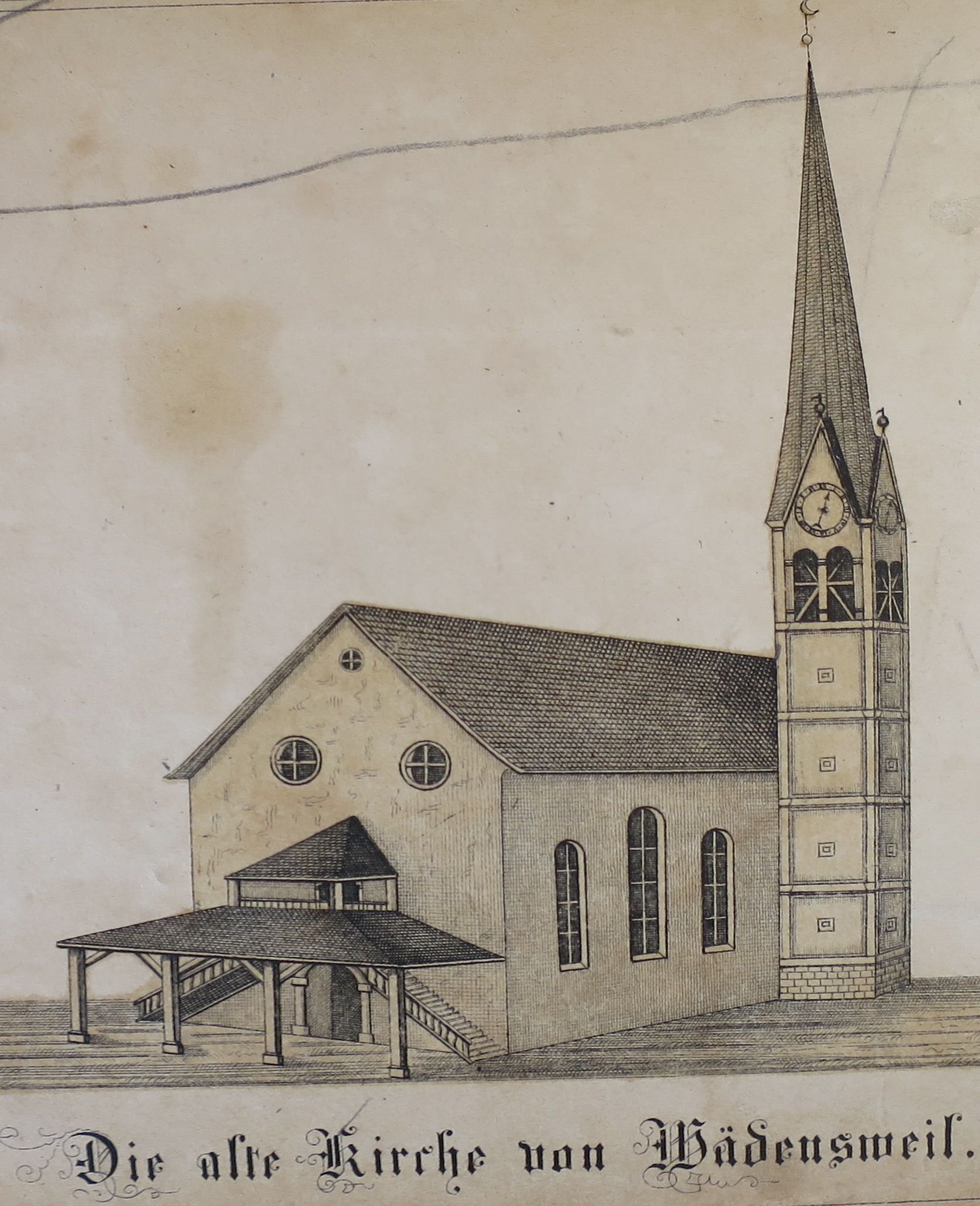
Die 1764 abgebrochene Kirche, Bild aus der Chronik von J. H. Kägi, 1867

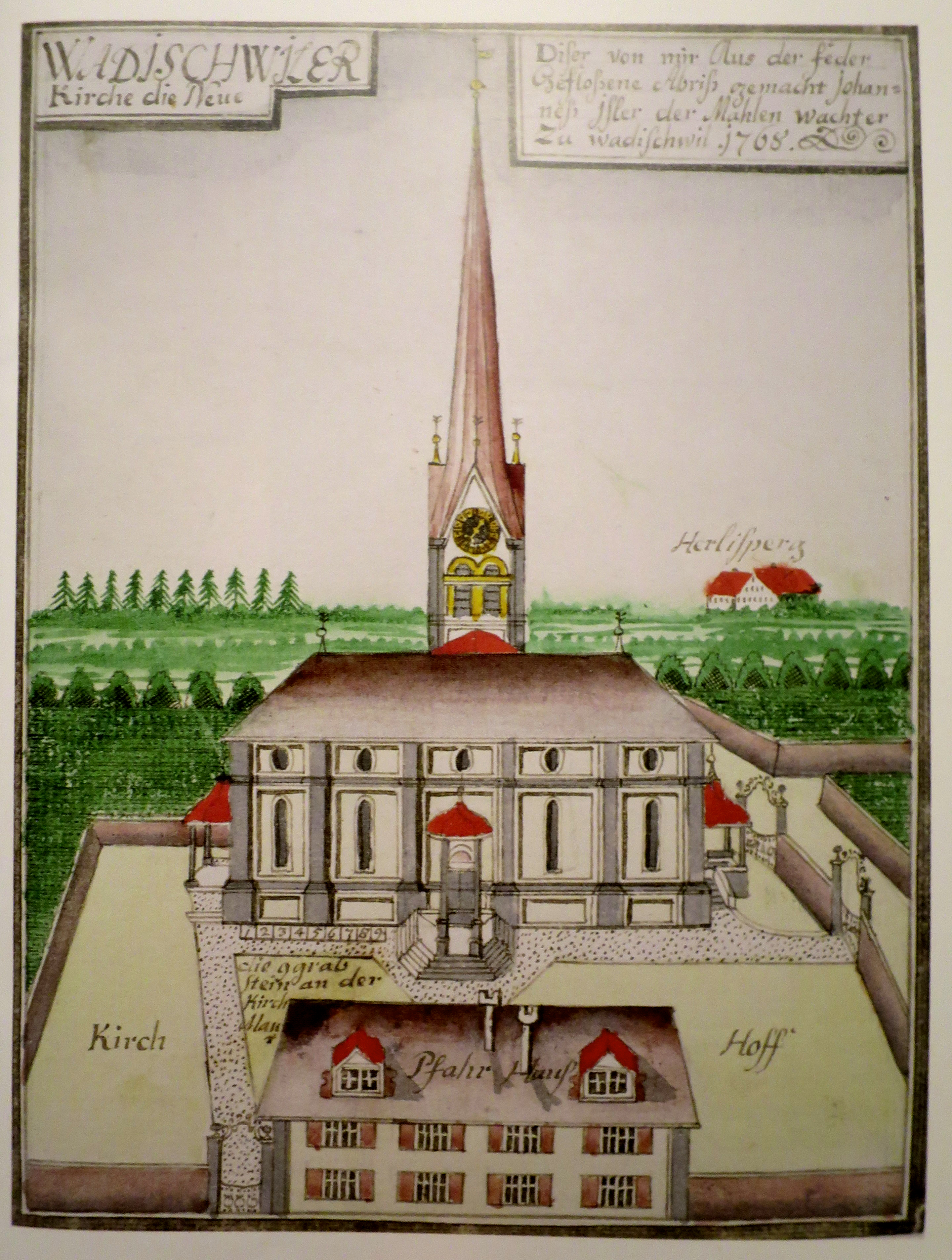
Aquarell der neuen Reformierten Kirche von Johannes Isler, 1768

In Wädenswil existierte vermutlich bereits seit der Karolingerzeit ein Gotteshaus auf dem Kirchhügel. Erstmals erwähnt wurde eine Kirche allerdings erst im Jahre 1270. Es handelte sich ursprünglich um eine im 12. Jahrhundert erstellte romanische Saalkirche mit geostetem Rechteckchor, wie die 1962 im Zuge archäologischer Grabungen teilweise freigelegten Grundmauern beweisen. An das Kirchenschiff war südlich ein Turm mit Spitzturmhelm angebaut. Bei den Grabungen von 1962 wurden ferner Überreste einer mittelalterlichen Friedhofsmauer sowie einer im 15. Jahrhundert erstellten Friedhofskapelle mit angebautem Beinhaus freigelegt.
Bis 1287 übten die Freiherren von Wädenswil die Kirchenhoheit innerhalb ihrer Herrschaft aus, die neben Wädenswil auch die Dörfer Richterswil, Hütten, Schönenberg und Uetikon umfasste. Während vier Jahren lag die Kirchenhoheit beim Kloster Wettingen, bevor sie 1291 an die eben erst entstandene Johanniterkomturei Wädenswil überging. 1529 schloss sich die Gemeinde auf Beschluss der Dorfbevölkerung der Reformation an, die zehn Jahre zuvor durch Huldrych Zwinglis Wirken im nahen Zürich eingesetzt hatte. Neben religiösen Erwägungen dürften auch wirtschaftliche und vor allem politische Gründe (Loslösung von der Johanniterkomturei) bei diesem Entscheid eine Rolle gespielt haben. Allerdings wurden erst 1540 endgültig sämtliche Altäre aus der Kirche entfernt. Die politisch geschwächte Komturei wurde 1549 für 20.000 Goldgulden an die Stadt Zürich verkauft. Der Kaufvertrag wurde allerdings nach Einsprüchen anderer Orte der Eidgenossenschaft erst 1550 rechtskräftig. Das Ende des Ancien Régime in der Eidgenossenschaft läutete 1798 die Ablösung Wädenswils von Zürich und die Verselbstständigung der Kirchgemeinde ein.

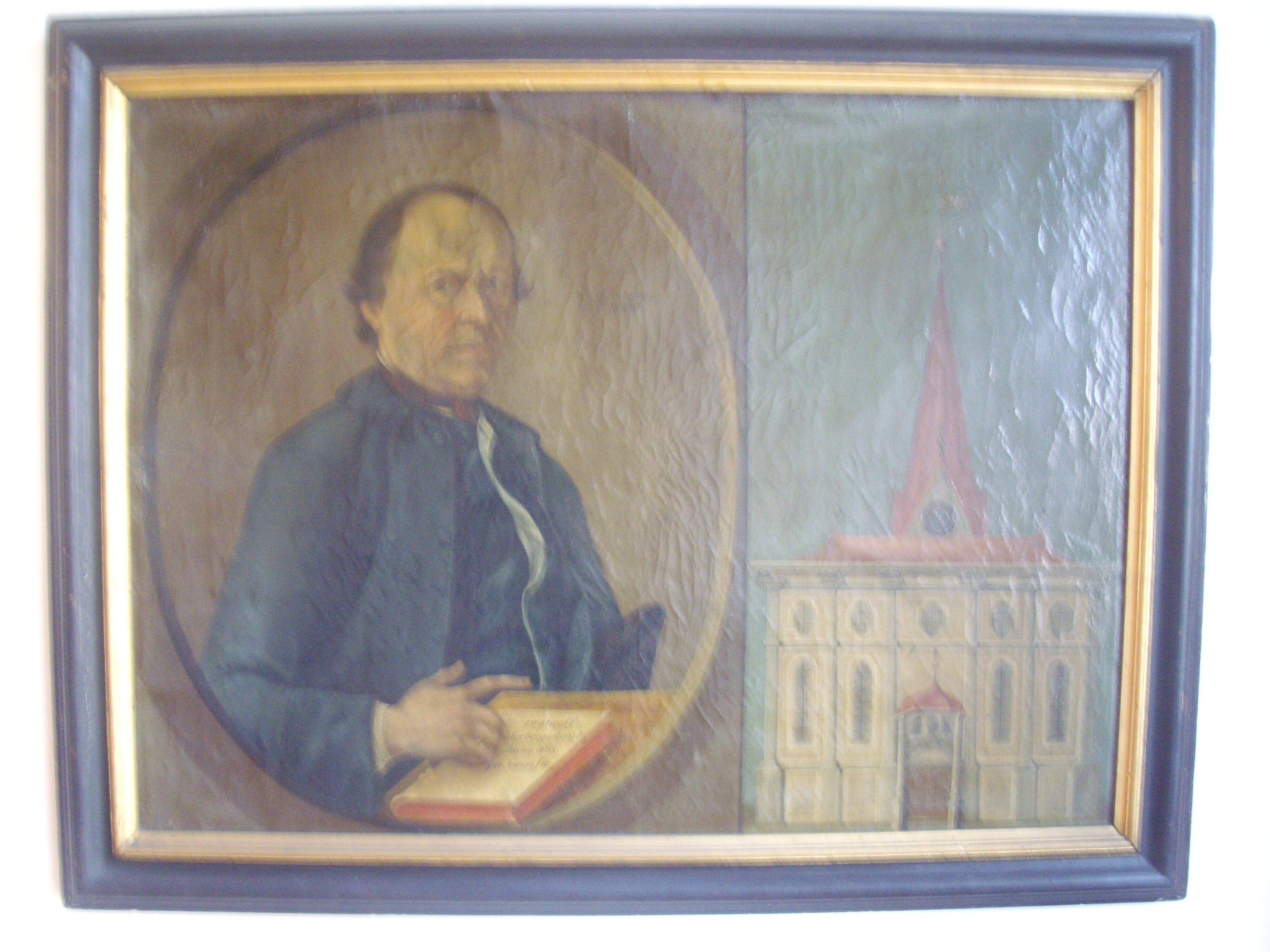
Untervogt H. C. Blattmann und die neue Kirche auf einem Ölgemälde von 1768

Die romanische Kirche von 14 Metern Breite und 26 Metern Länge erwies sich bald als zu klein für die wachsende Gemeinde. Deshalb wurde sie 1638 um zwei Meter verlängert und mit einer Empore mit Freitreppe versehen. Das heutige Pfarrhaus wurde 1752 errichtet.
1760 wurde aufgrund des kontinuierlichen Wachstums der Gemeinde und des schlechten Zustandes der mittelalterlichen Kirche ein Neubau erwogen. 1763 stimmte die Gemeindeversammlung einem solchen zu und der Stillstand beauftragte den Teufener Baumeister und Brückenbauer Hans Ulrich Grubenmann. Unklar ist, ob dessen Projekt von Beginn weg als Querkirche angedacht war, oder ob erst die Intervention von Untervogt Hans Caspar Blattmann ihn dazu bewegte, eine Querkirche zu errichten. Das aus dem Planungsprozess resultierende Projekt war ambitioniert und statisch ausgesprochen kühn. Der Legende zufolge soll Grubenmann den Stillstand von der Tragfähigkeit der projektierten Dachkonstruktion überzeugt haben, indem er das von ihm angefertigte hölzerne Kirchenmodell bestieg. In den Jahren 1764 bis 1767 wurde die neue Kirche nach Grubenmanns Plänen errichtet und über den Verkauf von Kirchenörtern finanziert. Die Einweihungsfeier erfolgte am 23. August 1767 in einem Festgottesdienst mit Kantaten von Johann Jakob Nägeli. Obschon die Kirche mit rund 1'500 Plätzen für eine Dorfkirche überdurchschnittlich gross war, waren gemäss dem Einweihungsbericht von Heinrich Höhn «alle Stegen und Gäng mit Menschen angefüllt».
1826 erhielt die Kirche als eine der ersten reformierten Kirchen des Kantons eine Orgel. 1862–64 wurde die Kirche erstmals umfassend innen und aussen renoviert. Das Gebäude kann seit 1888 beheizt und seit 1904 elektrisch beleuchtet werden. Renovationen fanden statt: 1916 (aussen), 1935 (Turm), 1951–1952 (innen, mit Umbau der Orgelempore und teilweiser Erneuerung der Bestuhlung), 1983–1984 (aussen) und 1998–1999 (innen).

## Äusseres

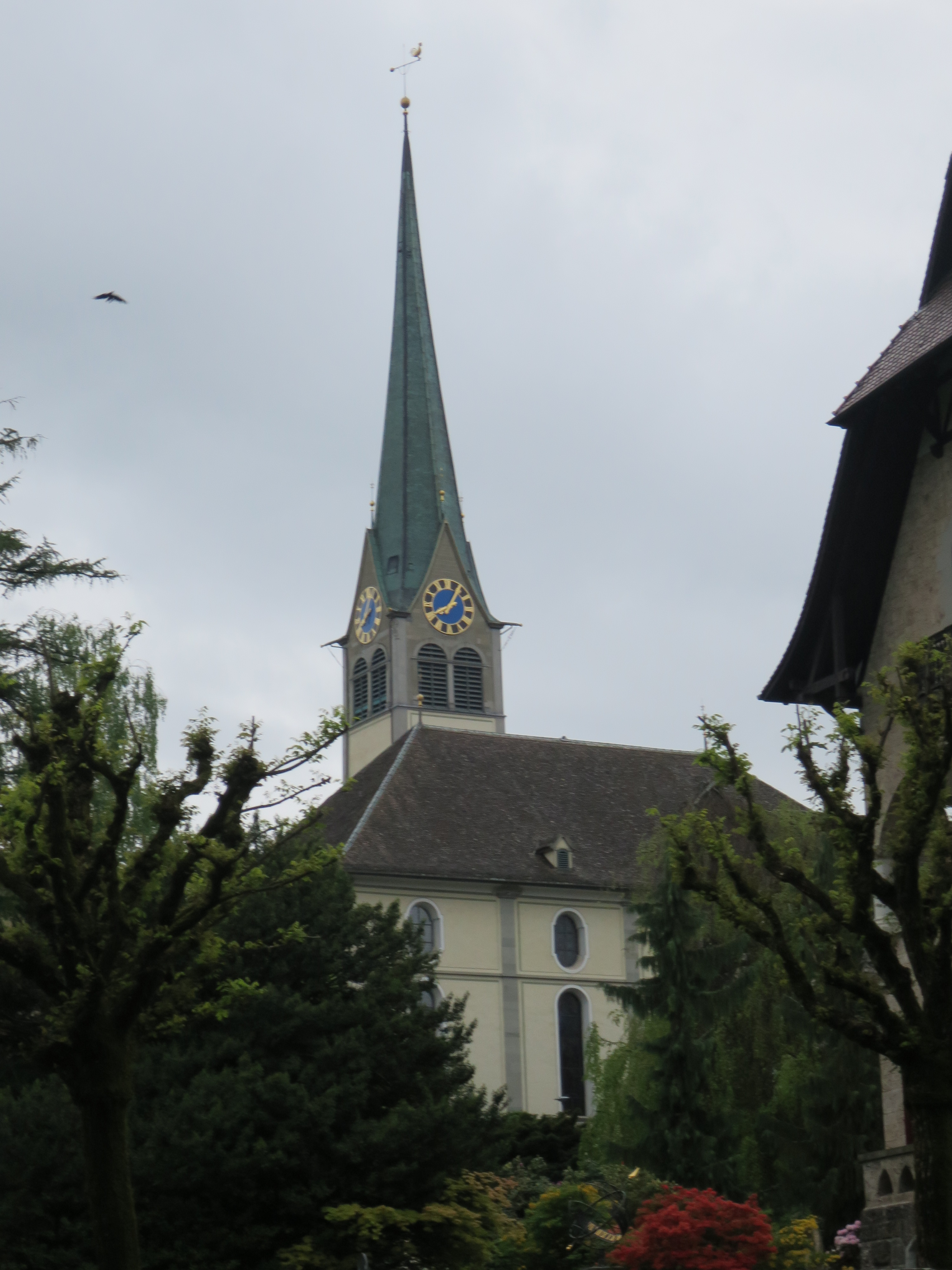
Ansicht der Kirche von Osten

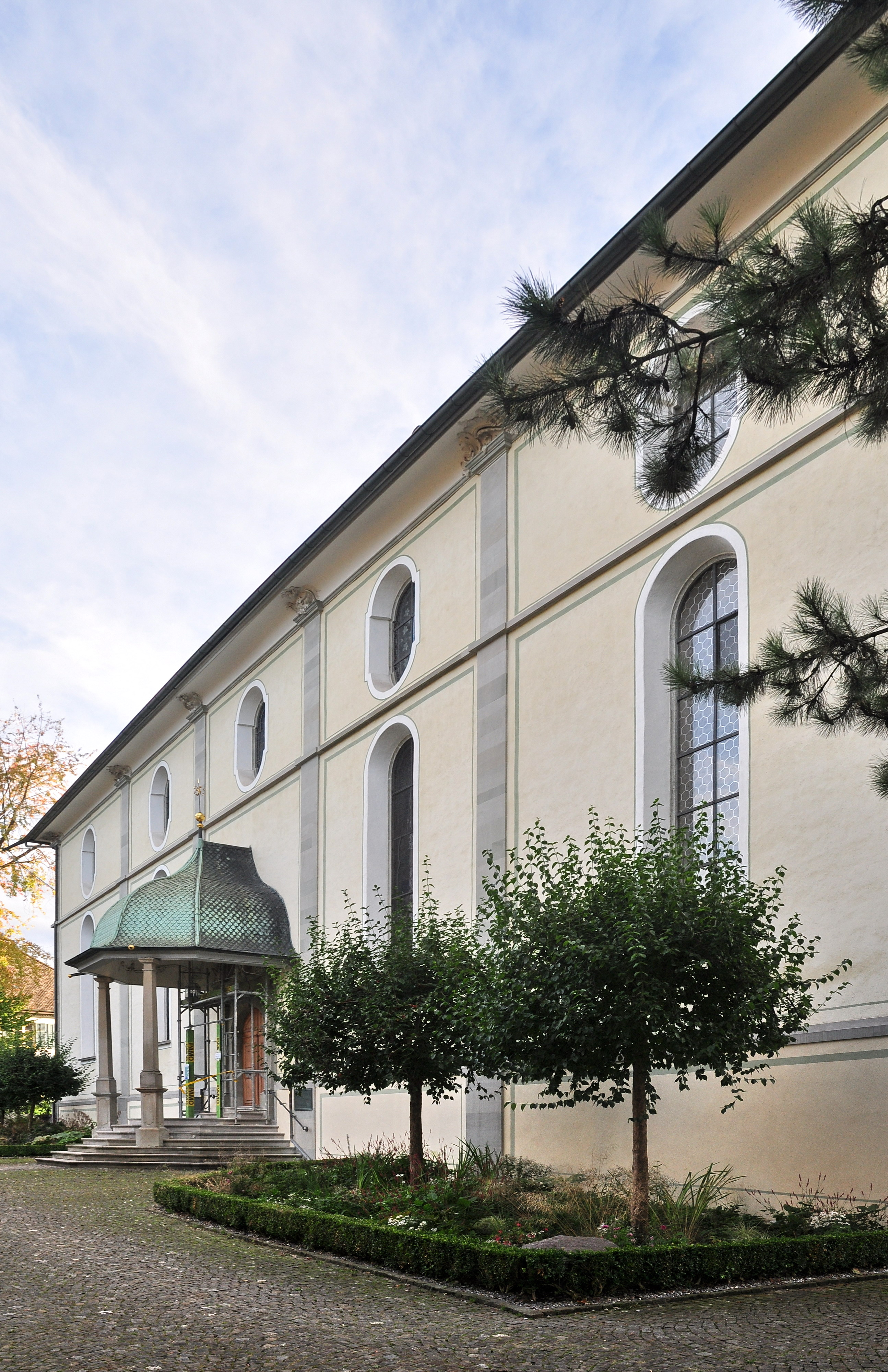
Fünfachsige Hauptfassade

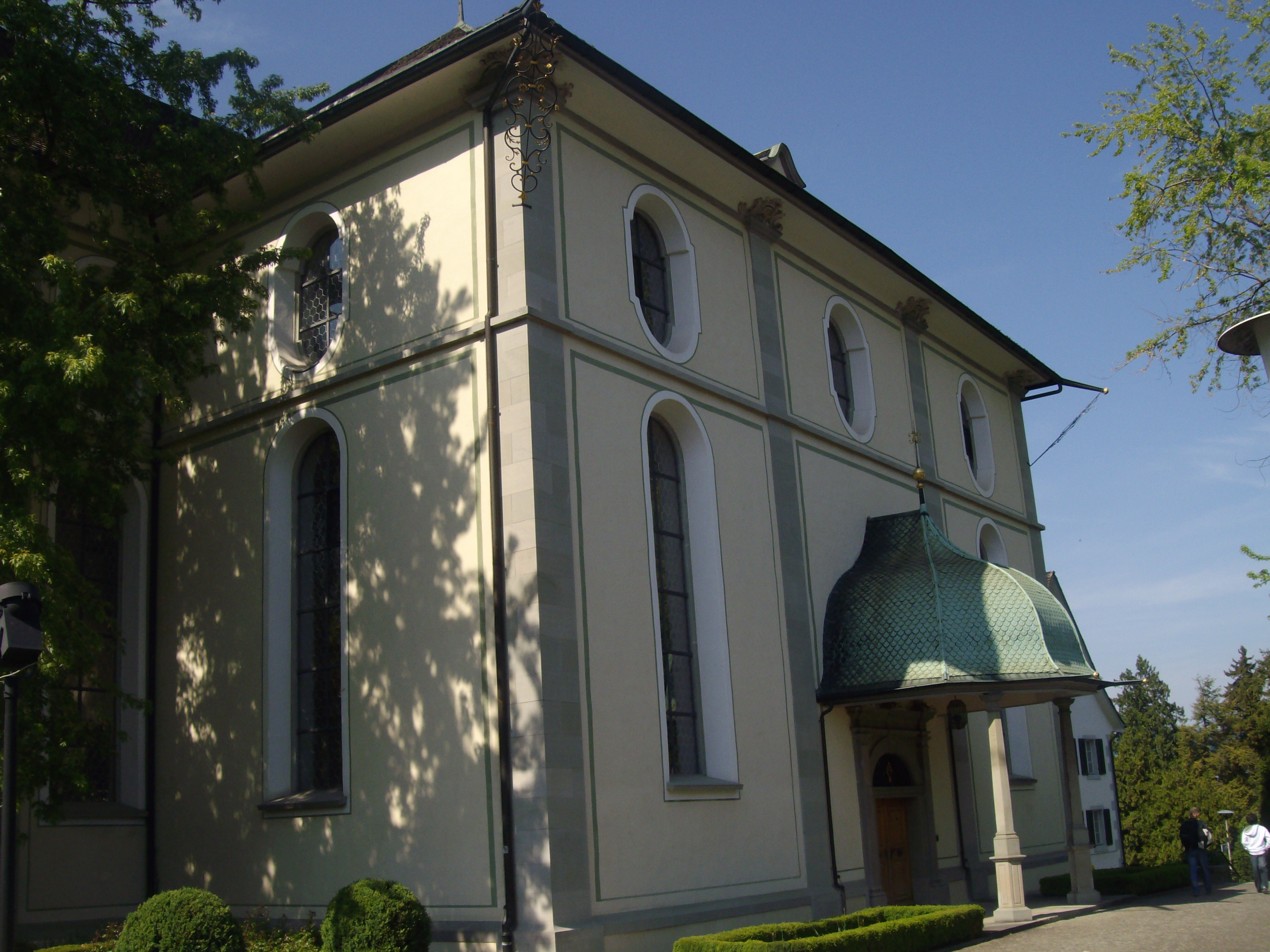
Südliche Seitenfassade

### Fassaden
Die Kirche besteht aus einem grossen Querraum, dem südwestlich ein Risalit mit anschliessendem Turm angefügt ist. Die zweigeschossigen Fassaden sind durch Sandsteinpilaster, Gesimse und eine pastellfarbene Fassung gegliedert. Die seeseitige Hauptfassade ist in fünf Achsen gegliedert, während die Seitenfassaden in drei Achsen gegliedert sind. Über den Rundbogenfenstern befinden sich Oberlichter in typischen ovalen Rokoko-Formen. Die Portale sind von schwungvollen barocken Hauben überdacht und reich mit Rokoko-Bauplastik aus Sandstein dekoriert. Die filigranen Wasserspeier, die geschwungenen Lukarnen und die Pilasterkapitelle setzten einen pittoresken Kontrast zur wuchtigen Erscheinung des 36 Meter langen Schiffs. Das Nordportal und das Westportal sind über Freitreppen zu erreichen. In der Nordwestecke der Kirche erinnert eine Gedenktafel mit Inschrift (1 Petr 2,6 ) an die Grundsteinlegung von 1761.

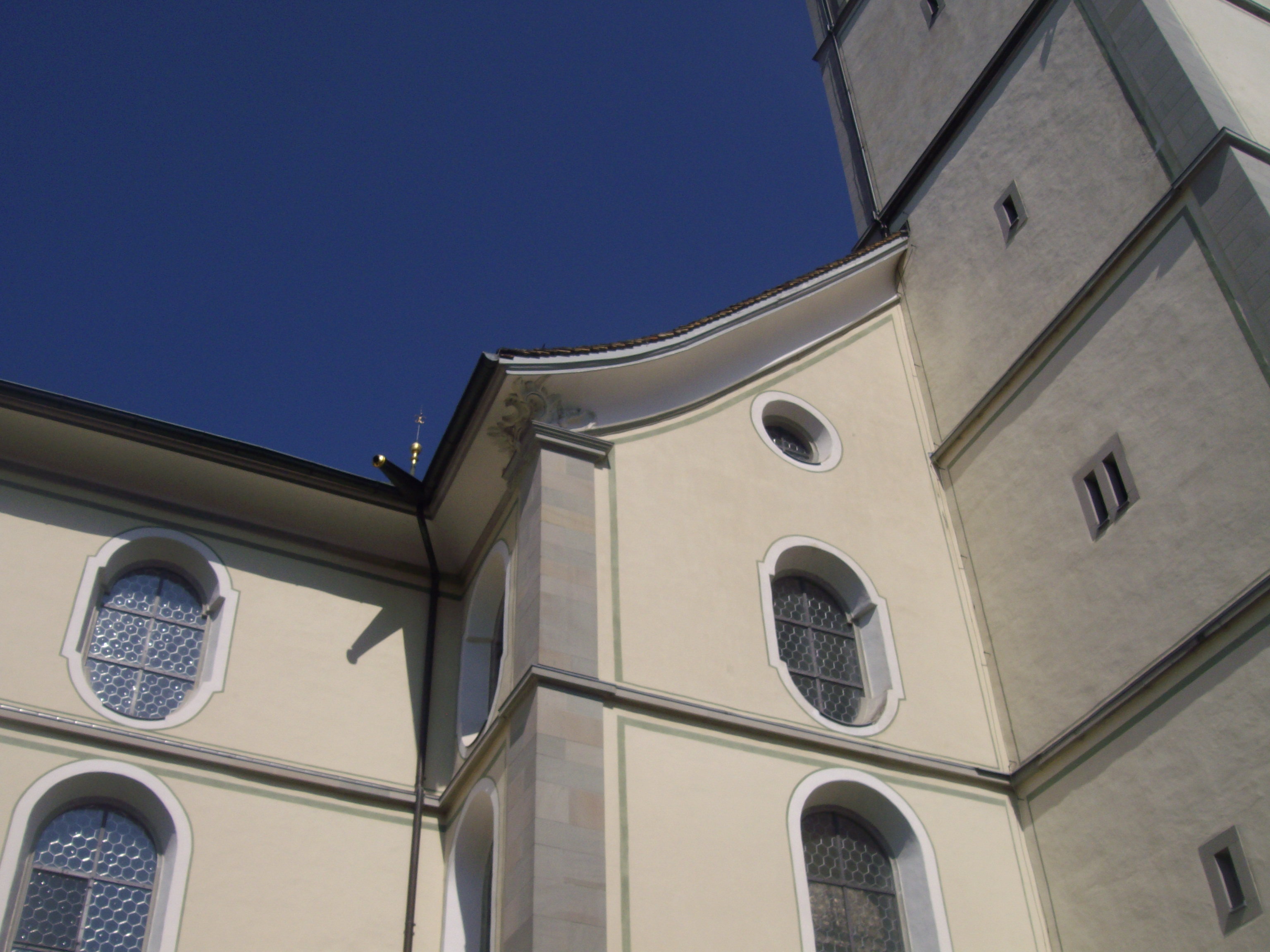
Risalit
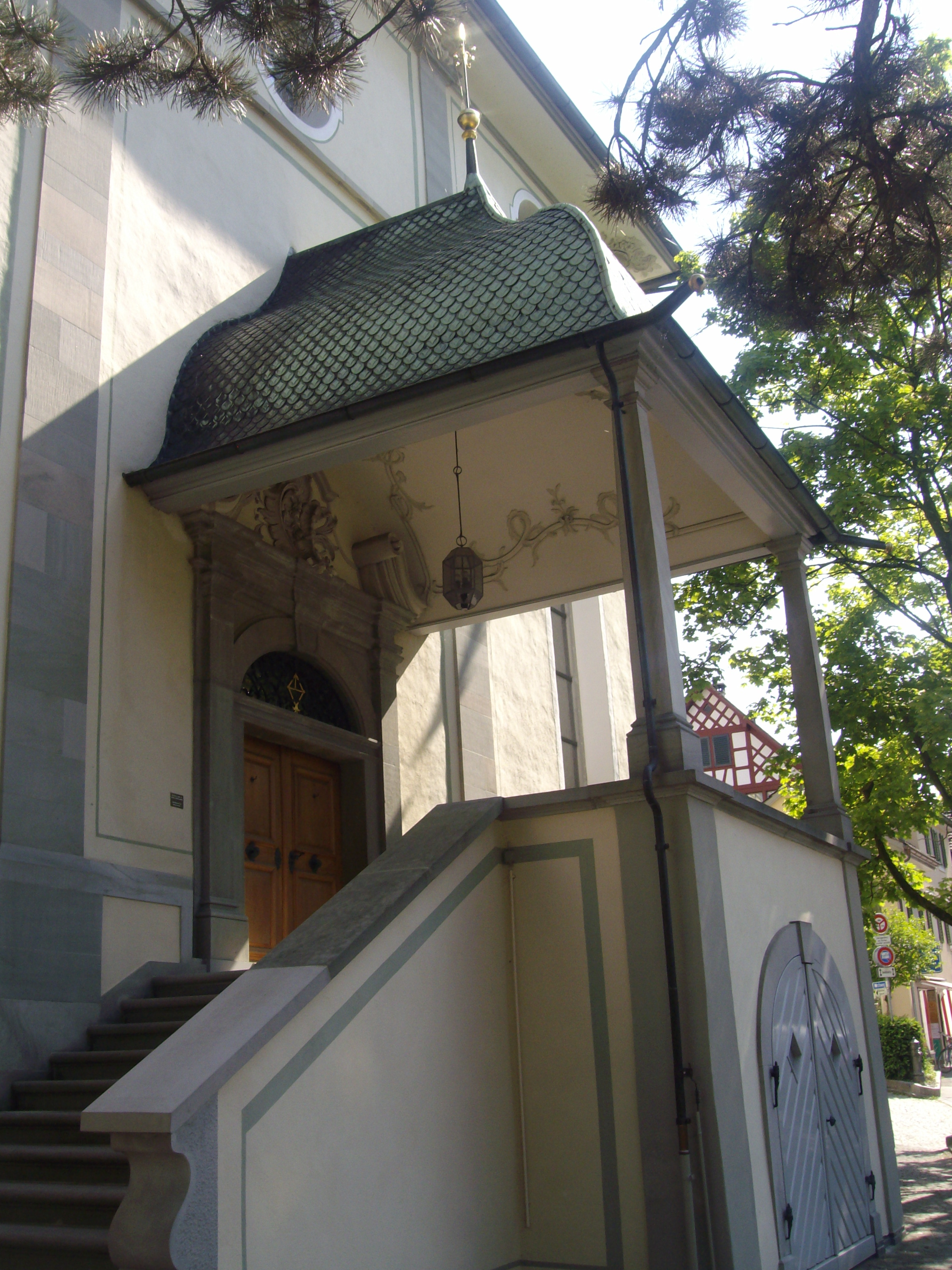
Vorzeichen mit Kellerpforte
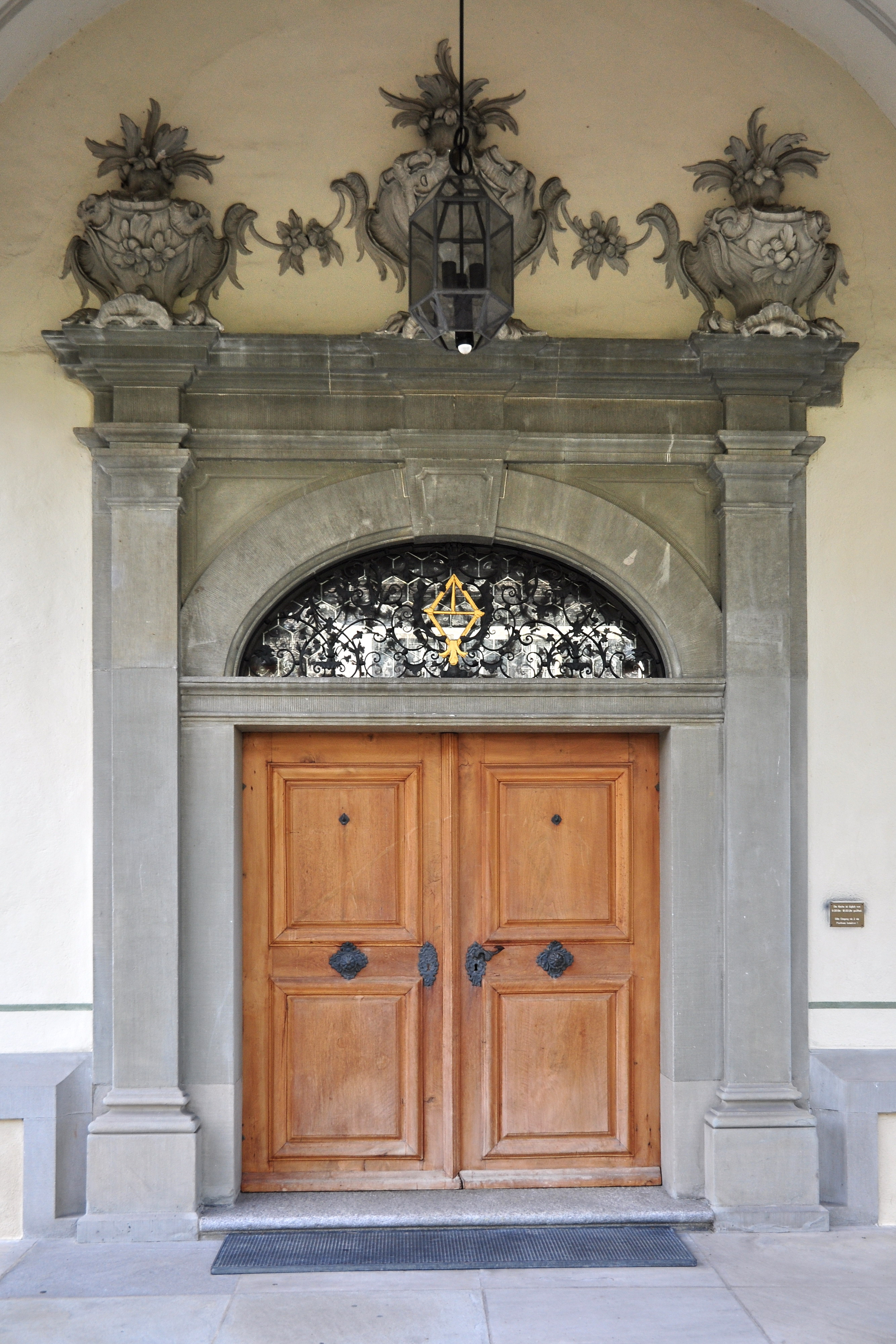
Portal mit goldenem Stadtwappen
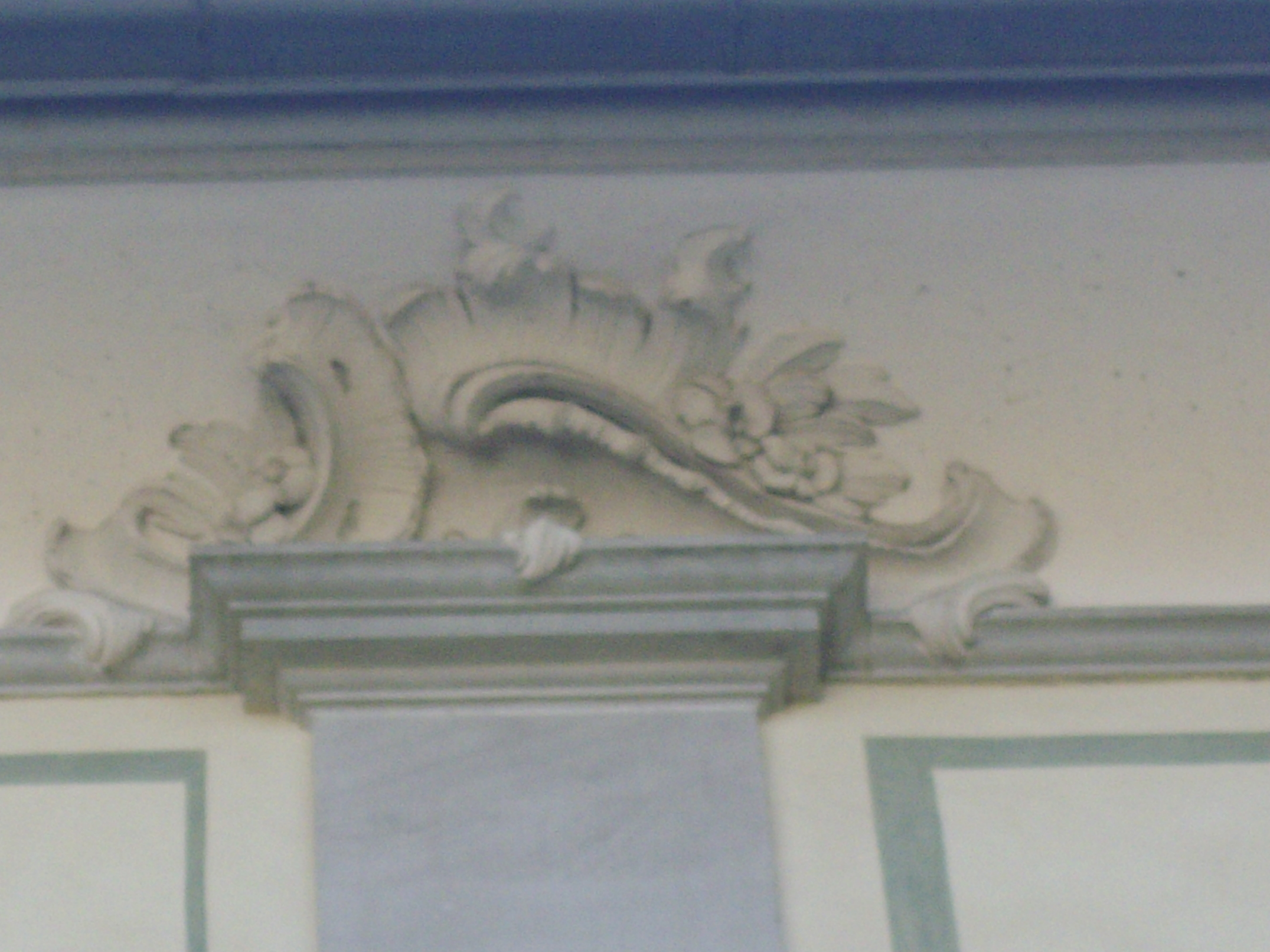
Kapitell
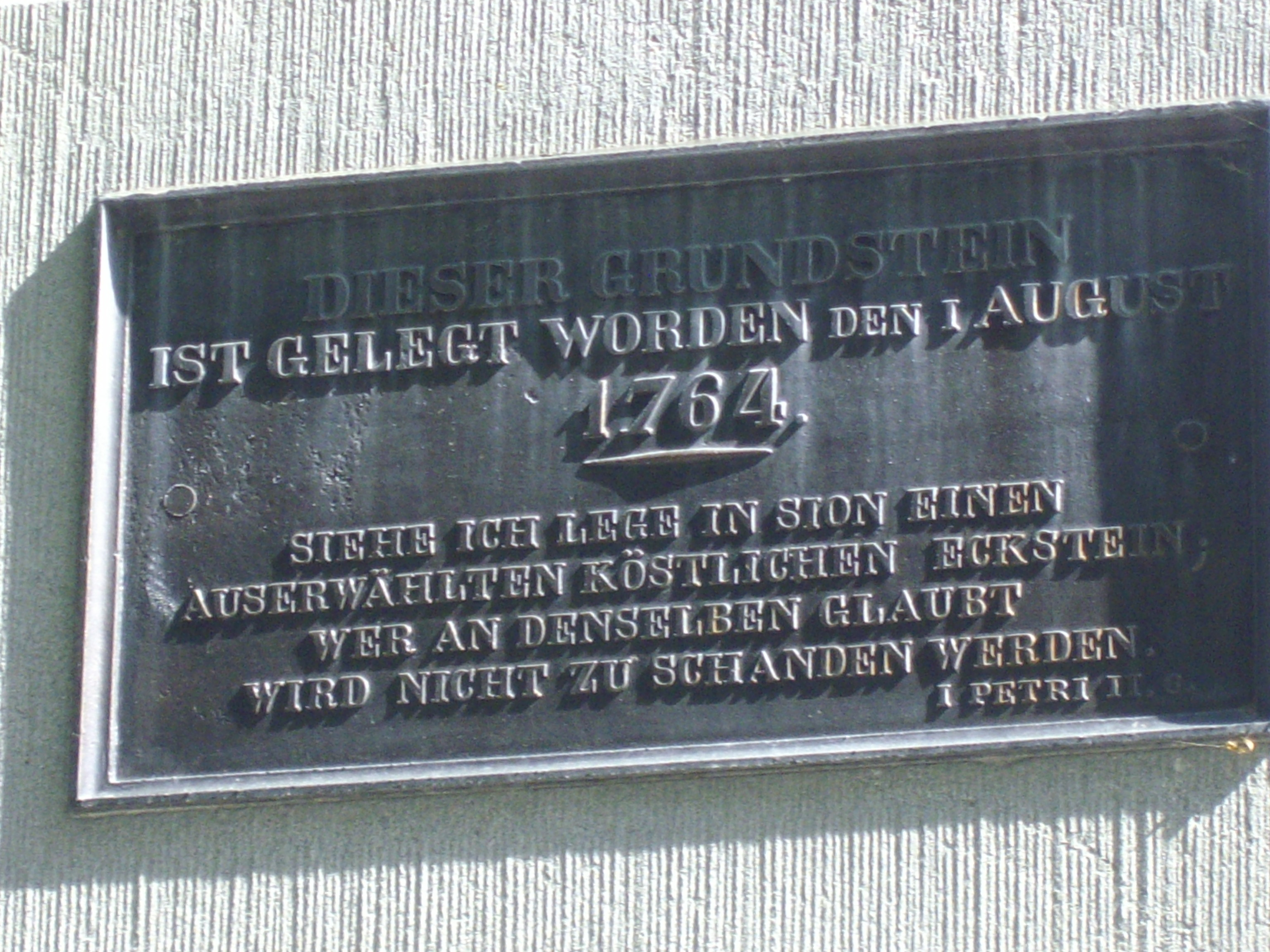
Gedenktafel zur Grundsteinlegung

### Turm
Der Turm ist im Gegensatz zum barocken Schiff im Stil des romanischen Vorgängerbaus gehalten. Über fünf schlichten Geschossen folgt der Glockenstuhl mit zwei Schallfenstern zu allen Seiten und darüber die Zifferblätter der Turmuhr der Gebrüder Ungerer von 1862. Schwungvolle Wimperge leiten in den spitzen Turmhelm über, dessen Spitze eine Höhe von 64 Metern über Boden erreicht. Der Turm wird von einer Turmkugel, die historische Dokumente der Kirchgemeinde verwahrt, und von einem vergoldeten Turmhahn bekrönt. Das Turmportal ist mit einem schmiedeeisernen Tor vom Wädenswiler Schmied Dietzinger versehen und enthält eine vergoldete Gürtelschnalle, das Wädenswiler Wappen. Die Vorhalle des Turms ist durch eine klassizistisch anmutende Schwingtüre zweigeteilt. Von hier aus gelangt man in der Kirchenraum und durch eine laterale Türe in die oberen Geschosse des Turms. Die drei oberen Stockwerke des Turmes enthalten das fünfstimmige Geläute und das Uhrwerk. Das 1862 installierte Uhrwerk der Gebrüder Ungerer wurde 1957 und 1975 durch die Firma Mäder aus Andelfingen modernisiert. Vom dritten Geschoss aus gelangt man in den Dachstuhl.

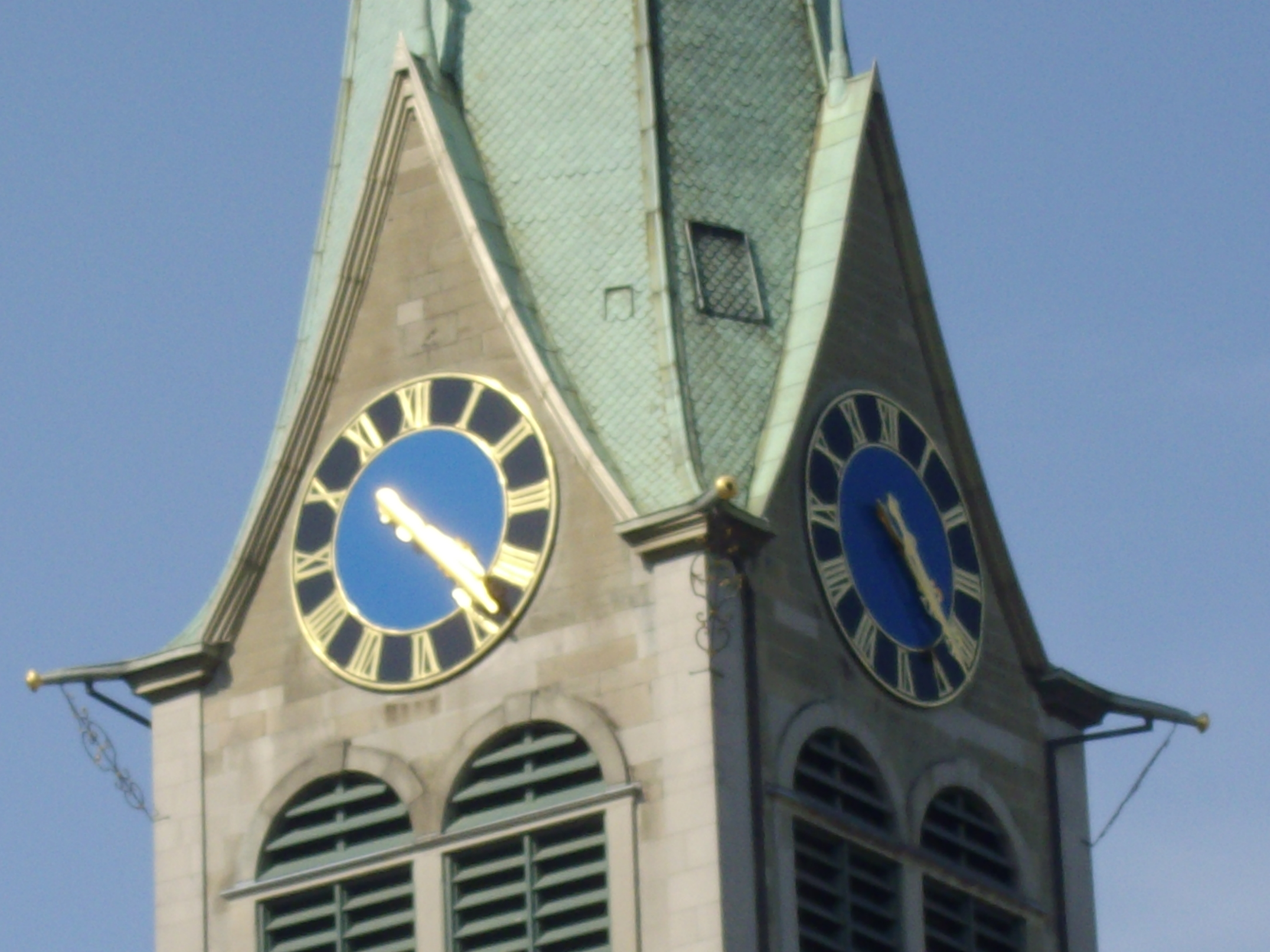
Turmuhr
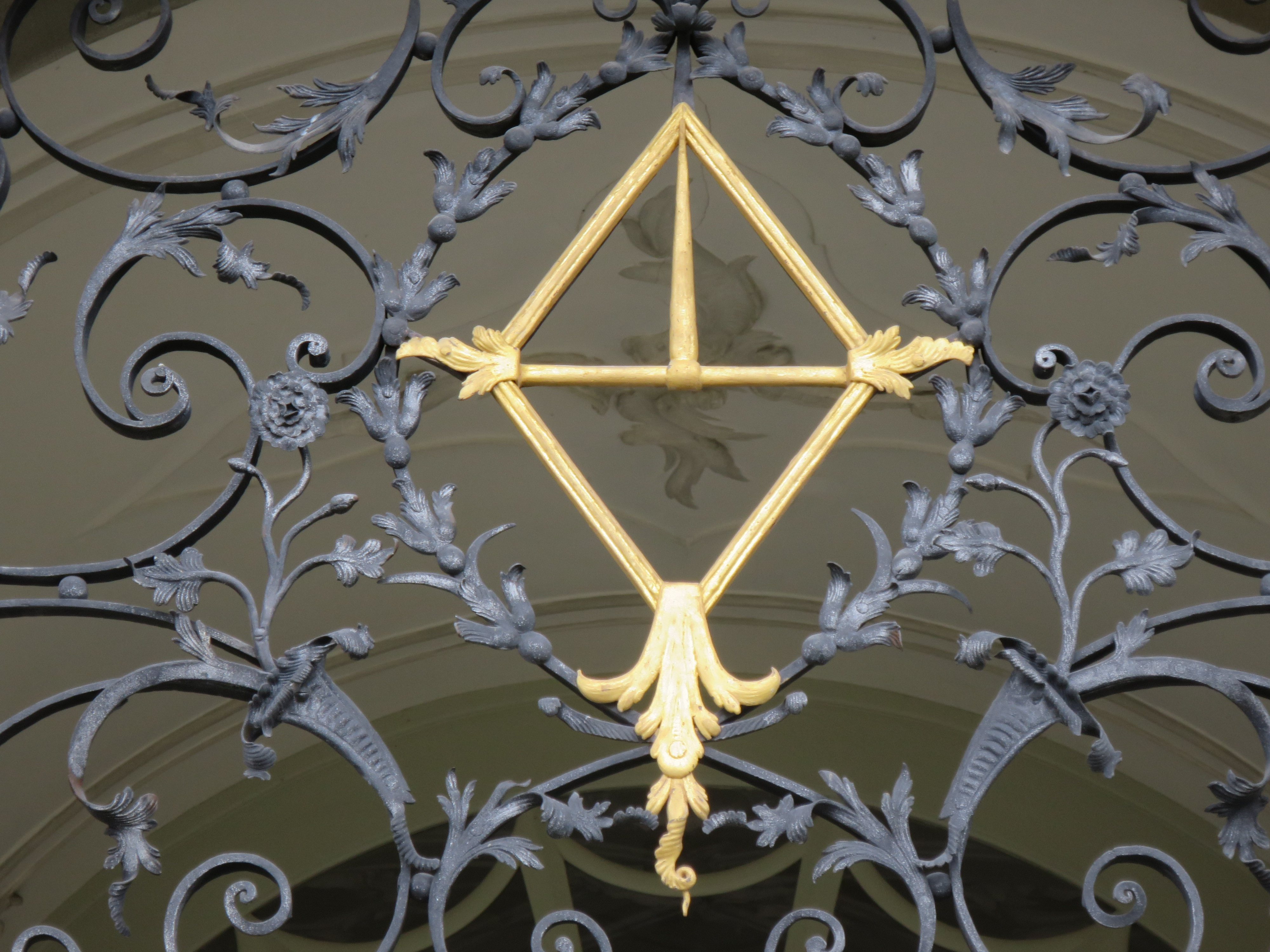
Stadtwappen am Turmportal
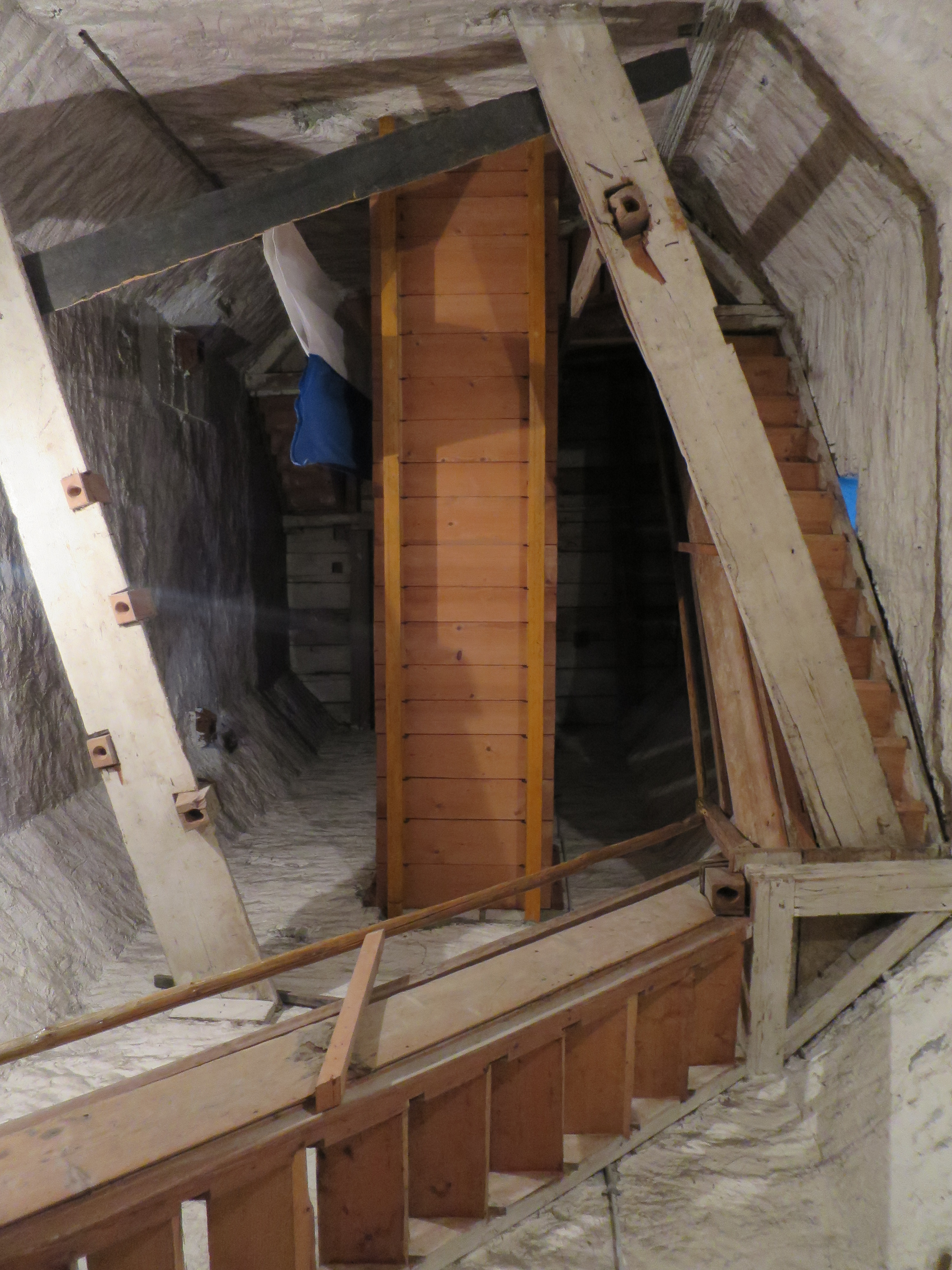
Inneres des Turms
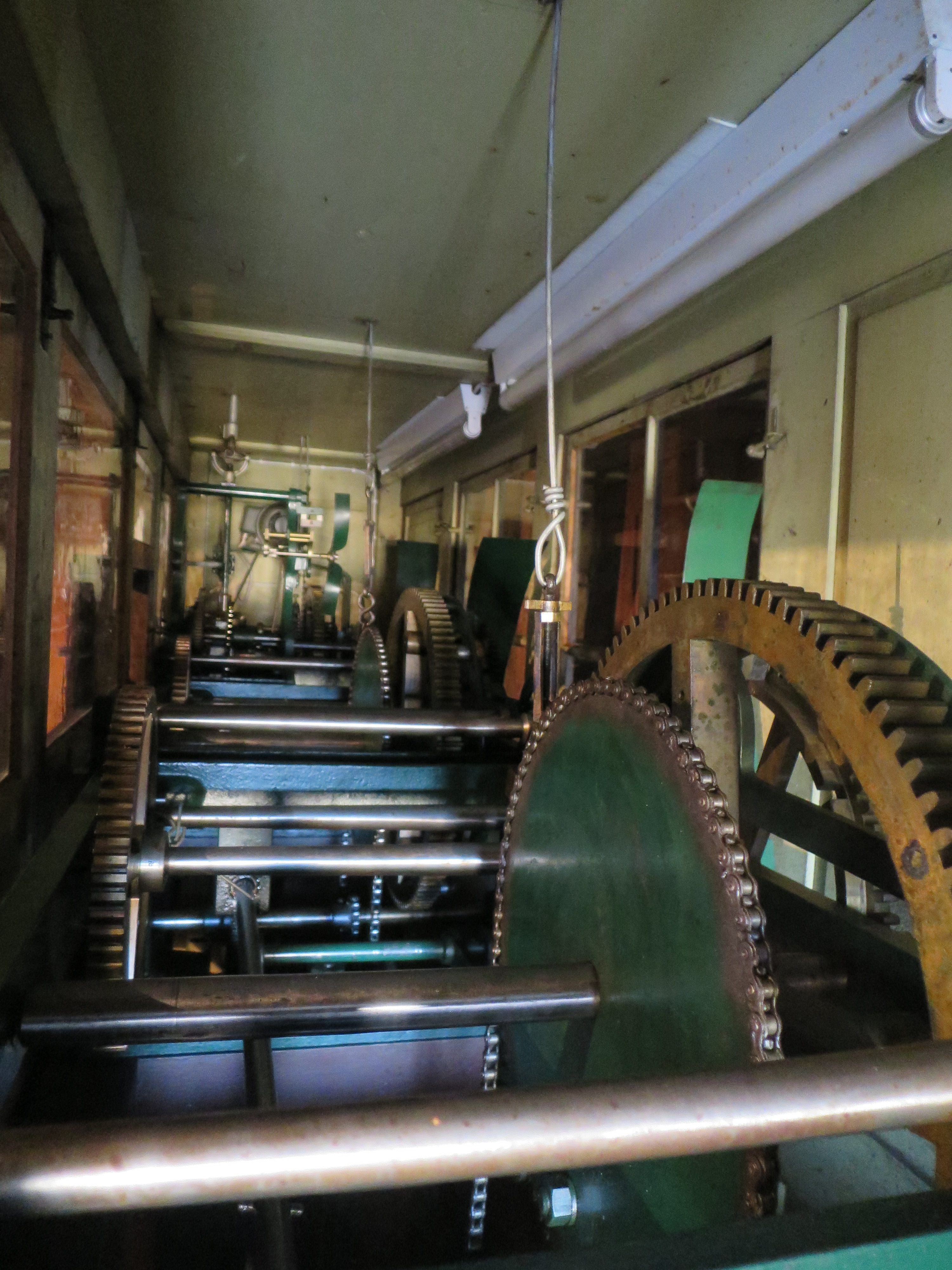
Uhrwerk

#### Geläute
Im Glockenstuhl befinden sich fünf Kirchenglocken aus dem 19. Jahrhundert:
- Grosse Glocke (Giesserei Keller (Zürich-Unterstrass), 1842, Ton: A; Gewicht: 4'442 kg; Spruch: (Eph 3,20-21 LUT))
- Betglocke (Giesserei Keller (Zürich-Unterstrass), 1842, Ton: Cis; Gewicht: 2'344 kg; Spruch: (Mt 24,42 LUT) bzw. (Mt 26,41 LUT))
- Vesperglocke (Giesserei Rüetschi (Aarau), 1895, Ton: E; Gewicht: 1'317.5 kg; Spruch: (Lk 24,29 LUT))
- Totenglocke (Giesserei Keller (Zürich-Unterstrass), 1842, Ton: A; Gewicht: 532,5 kg; Spruch: (Offb 14,19 LUT))
- Kleine Glocke (Giesserei Keller (Zürich-Unterstrass), 1885, Ton: Cis; Gewicht: 268 kg; Spruch: (1 Kor 1,3 LUT))

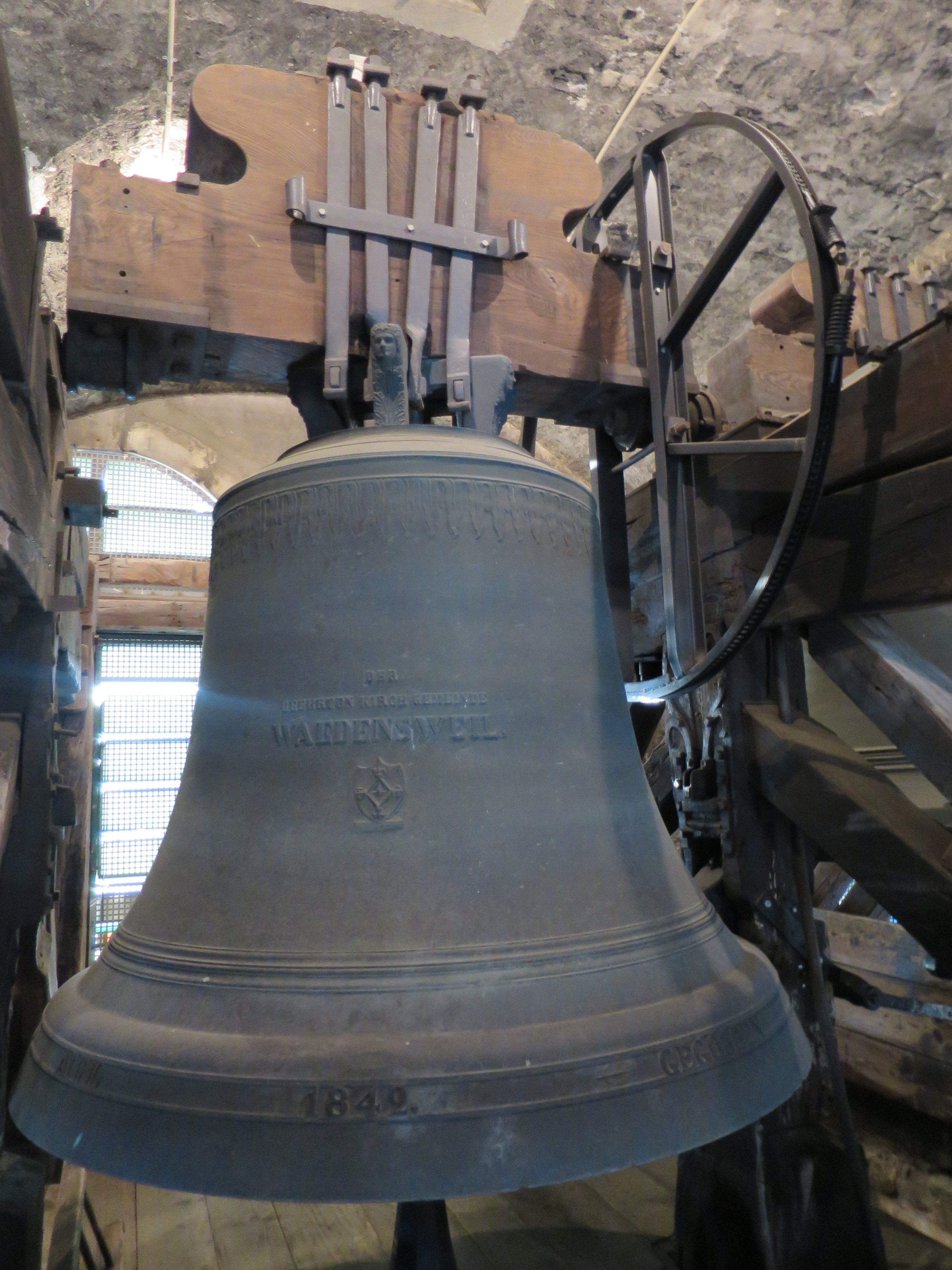
Grosse Glocke
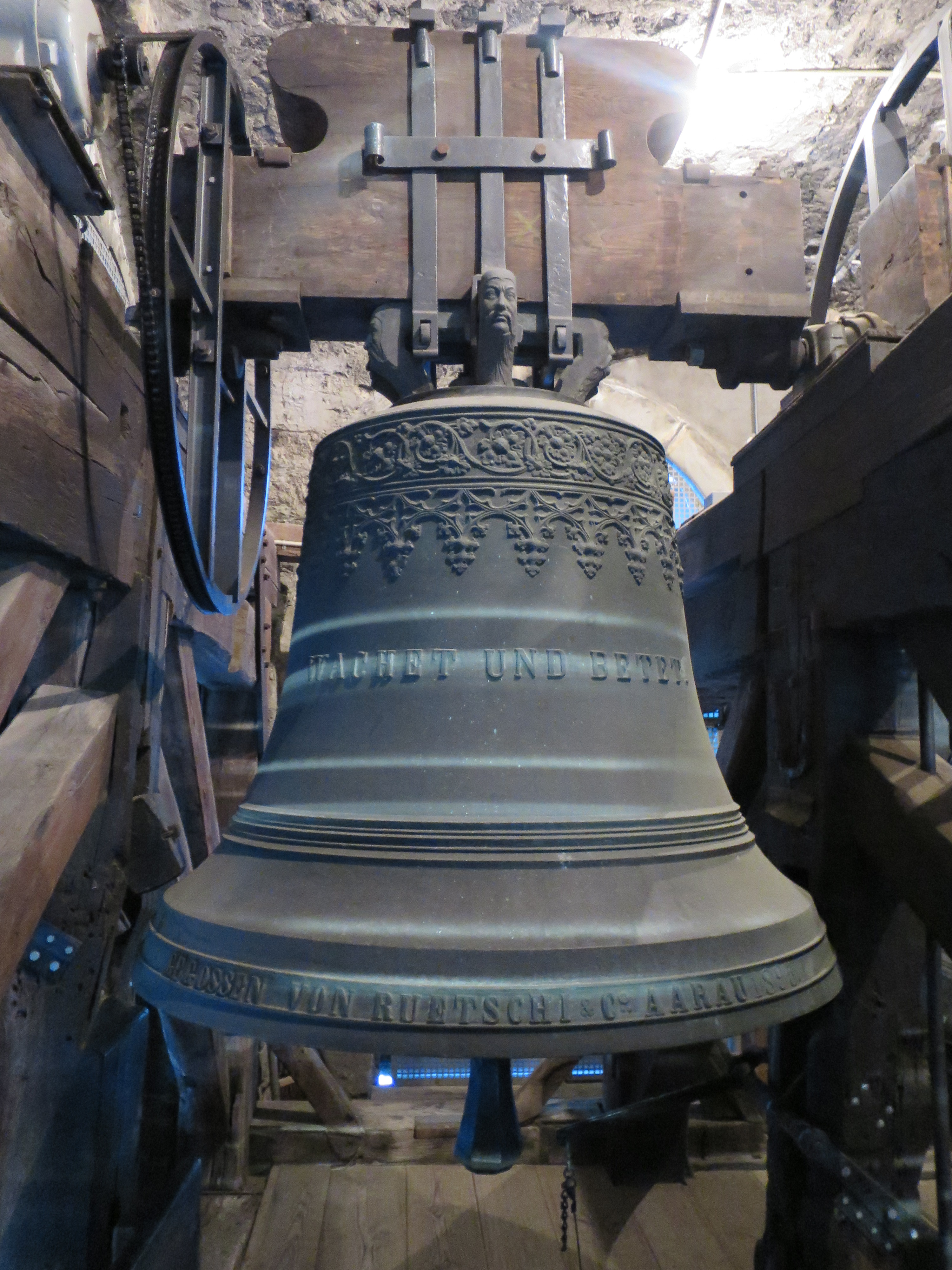
Betglocke
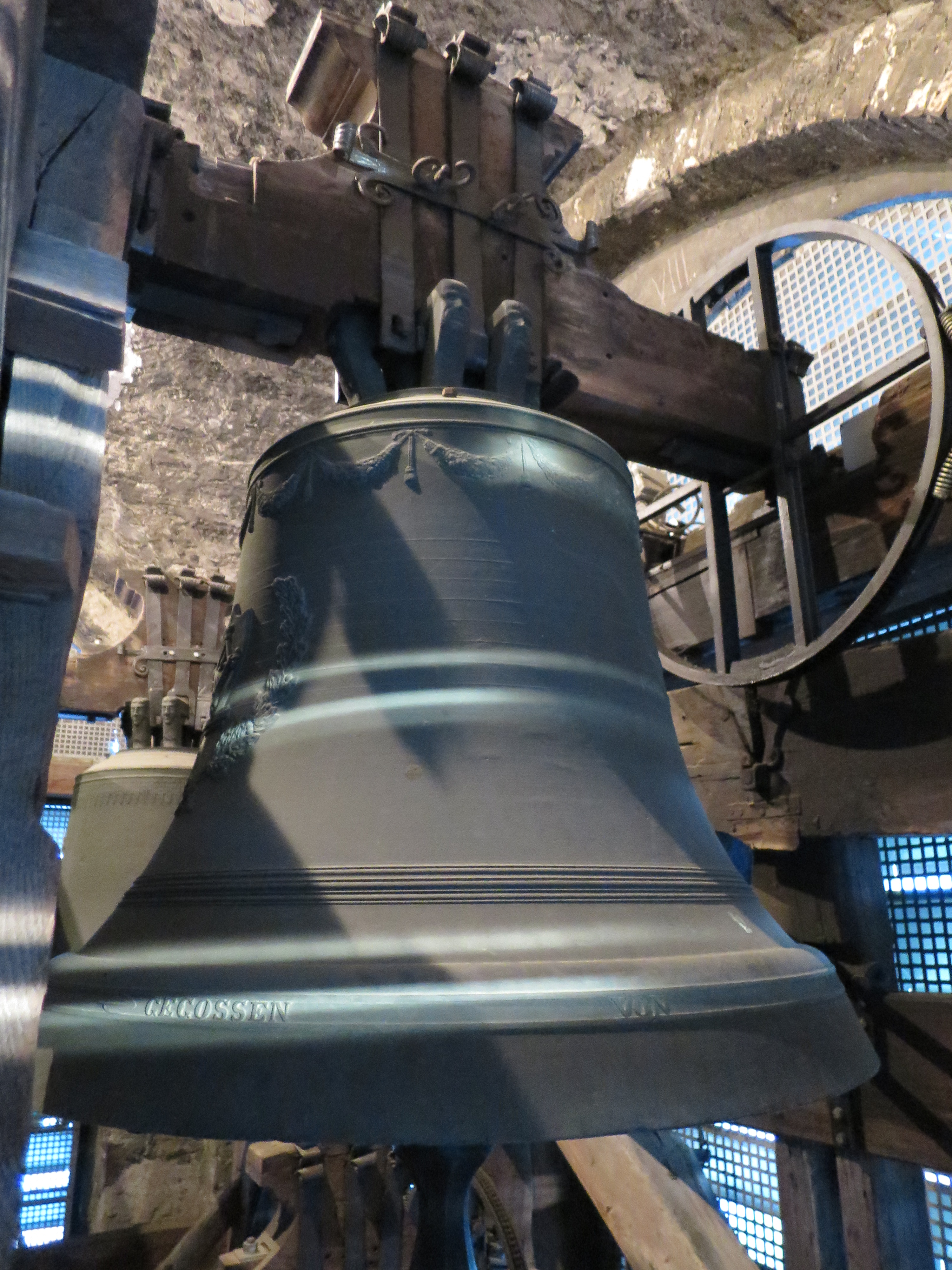
Vesperglocke
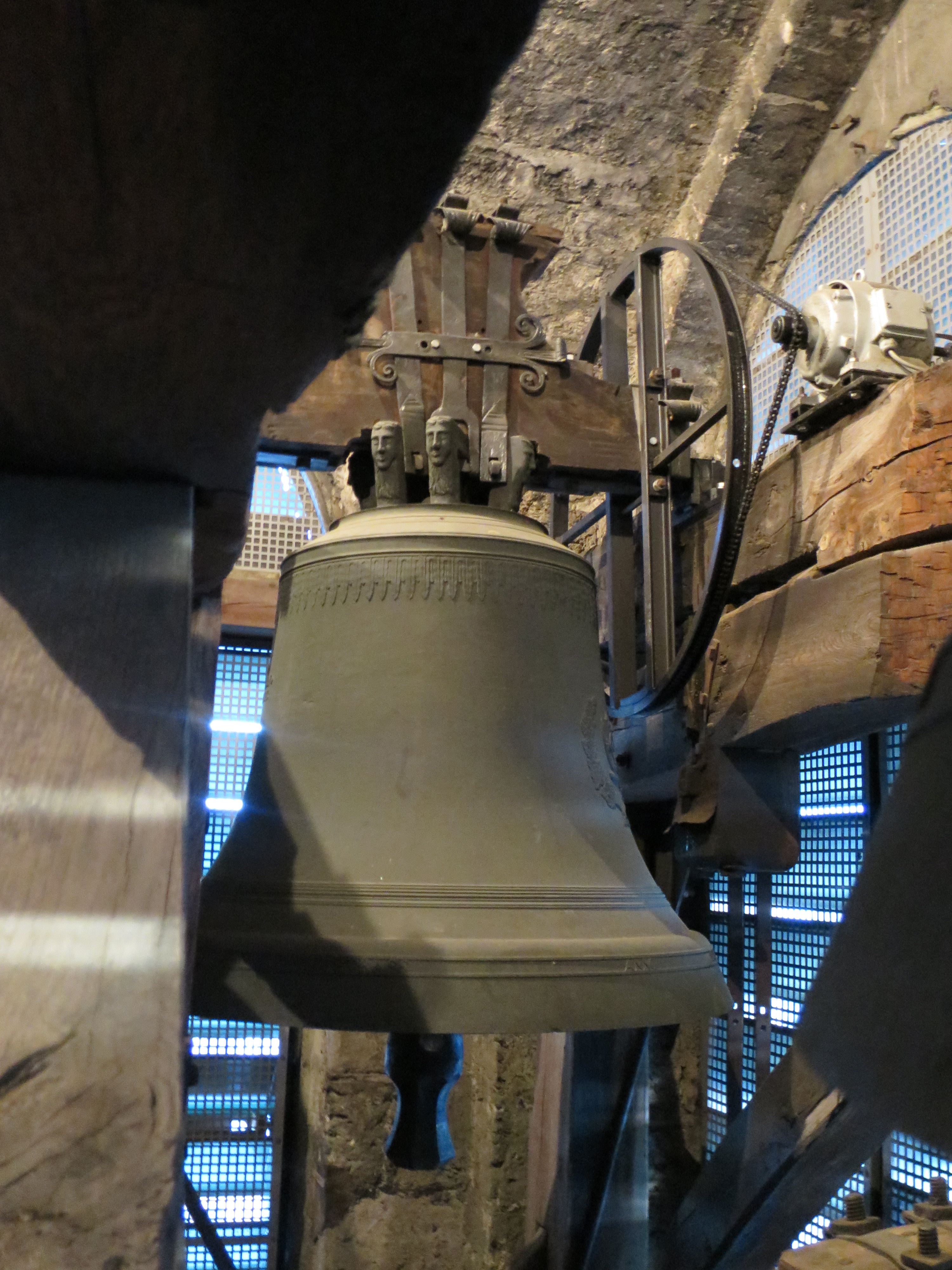
Totenglocke
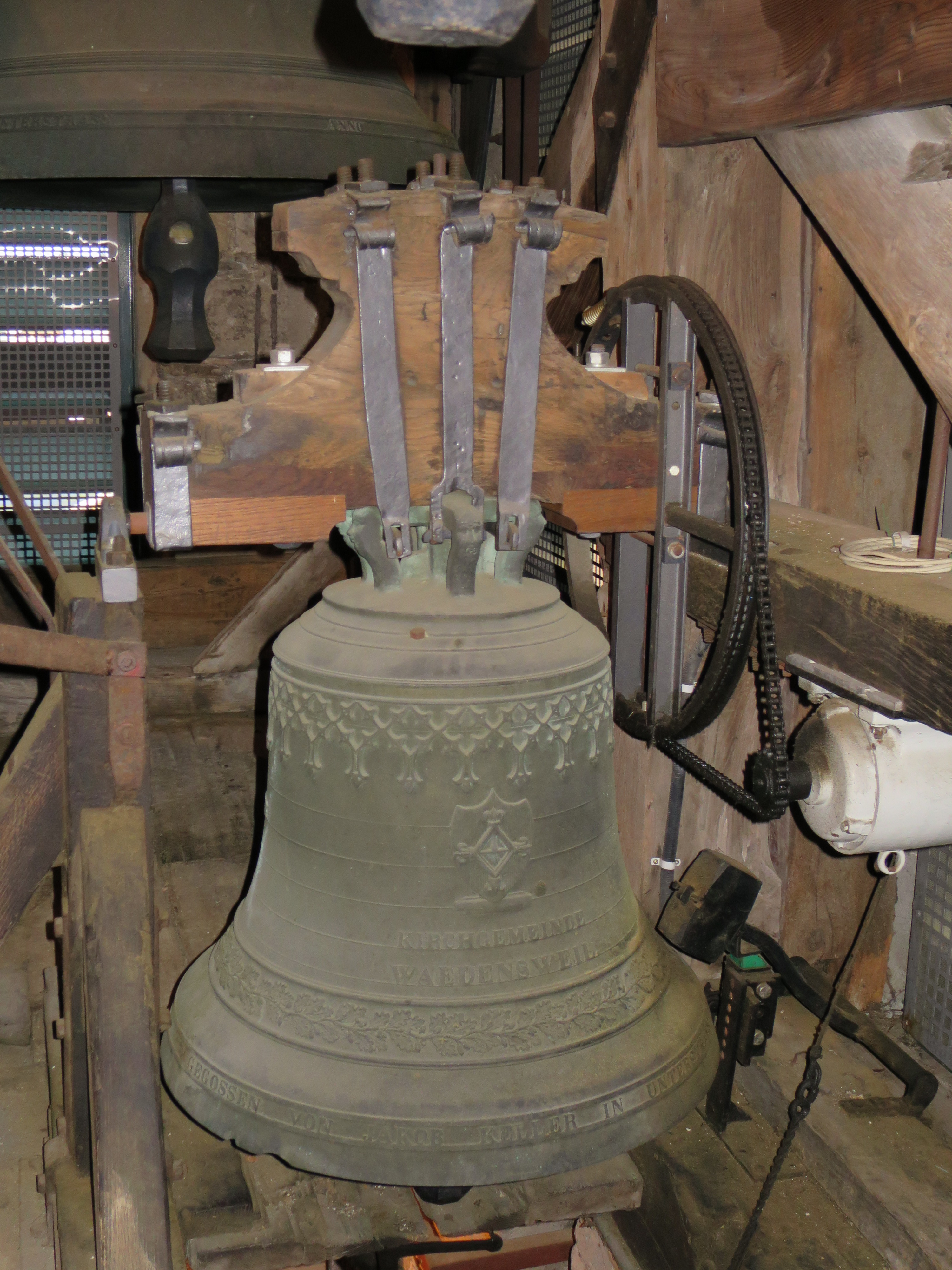
Kleine Glocke

## Inneres

### Dachkonstruktion

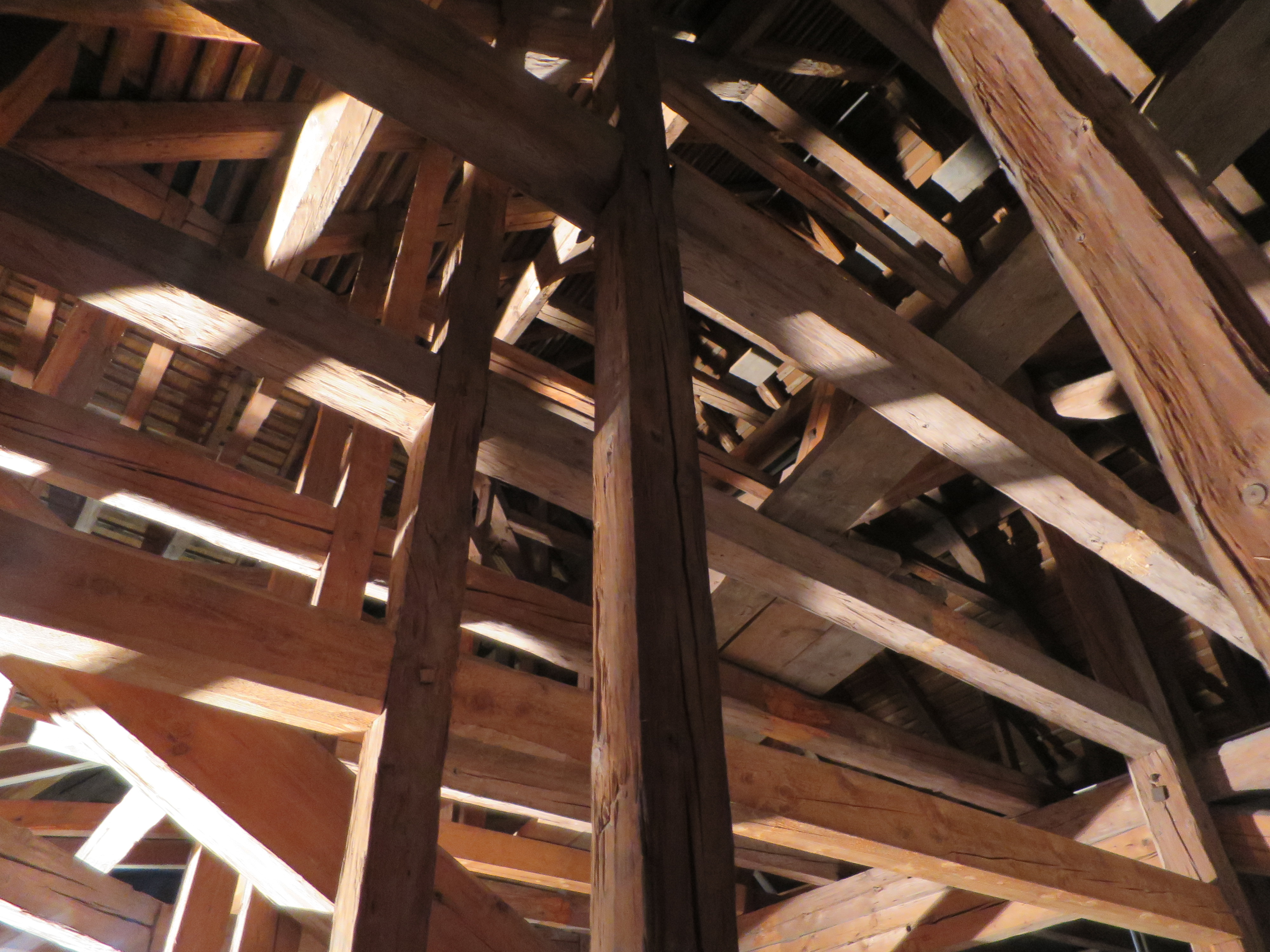
Dachkonstruktion

Bemerkenswert an Grubenmanns Bau ist die Dachkonstruktion (Hängewerk), dank welcher die stützenfreie Überdachung des 21 × 36 Meter messenden Raumes in zwölf Metern Höhe möglich wurde. Grubenmann, der auch als Brückenbauer tätig war, schuf eine Art Brückenkonstruktion, die über den Innenraum geplant ist. Im Wesentlichen beruht die Stabilität der Konstruktion auf dem Einsatz von bis zu 18 Meter langen Sparrenbindern sowie stabilisierenden Querbindern und Gratbindern. Das Gewölbe, der so genannte Kirchenhimmel, ist durch hölzerne Hängesäulen mit der tragenden Dachkonstruktion verbunden. Verschiedene Techniken wie der Einsatz von Metallklammern und die Verzahnung der Binder (siehe Bild) erhöhen die Tragfähigkeit der Konstruktion. Die Dachkonstruktion ist gemäss dem Grubenmann-Experten Josef Killer eine der kühnsten der Schweiz.

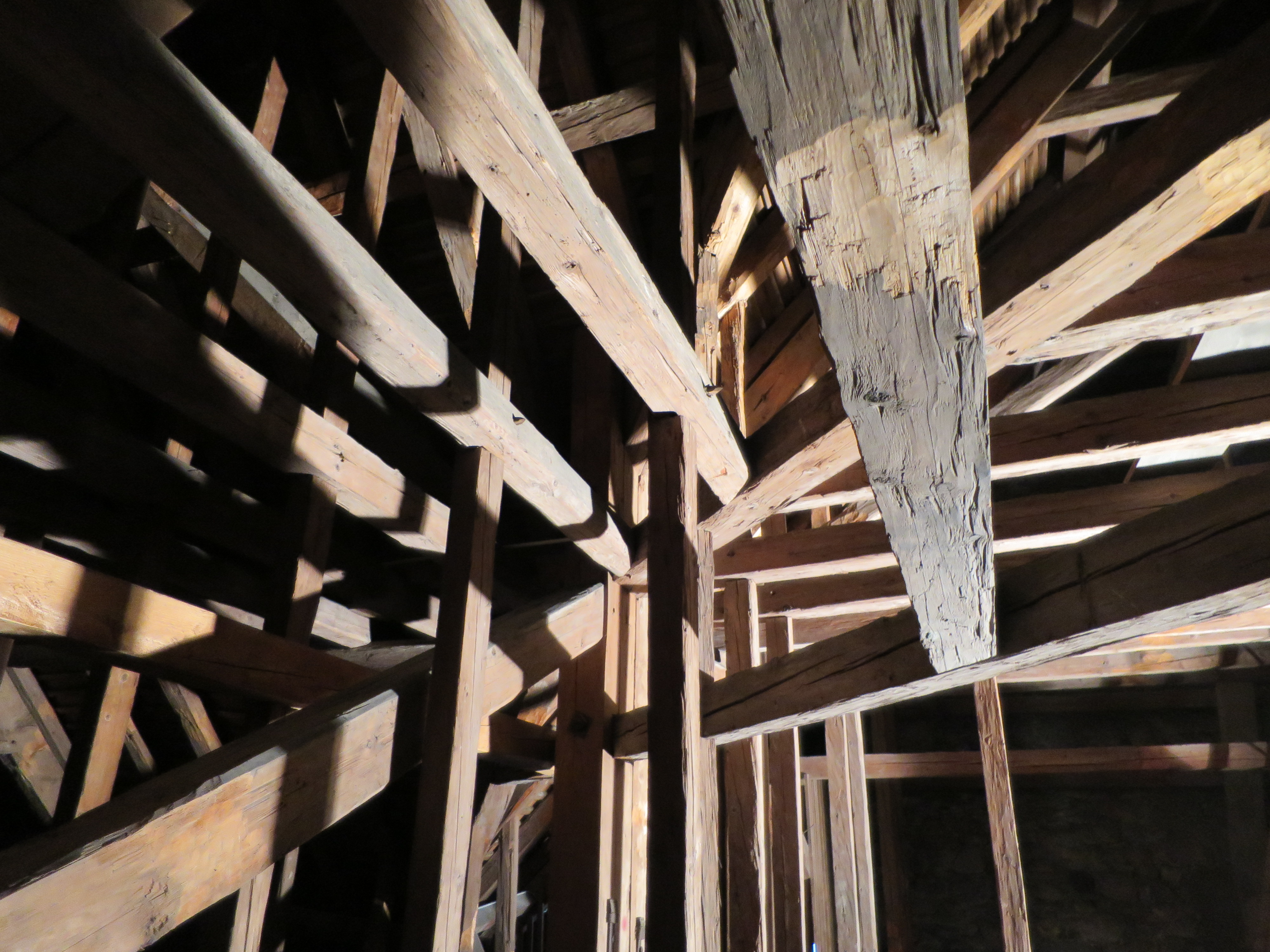
Dachstuhl (Detail)
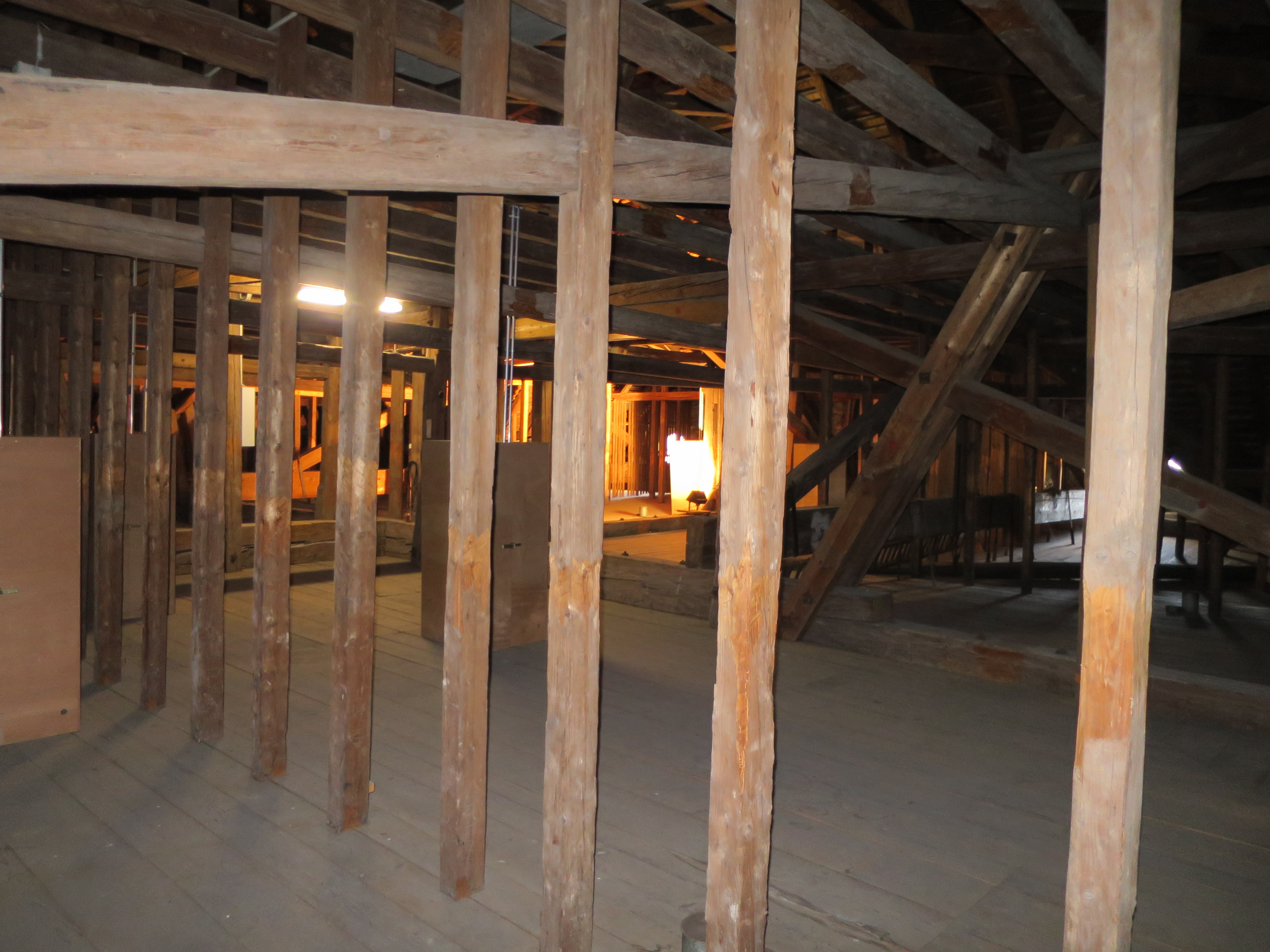
Hängesäulen
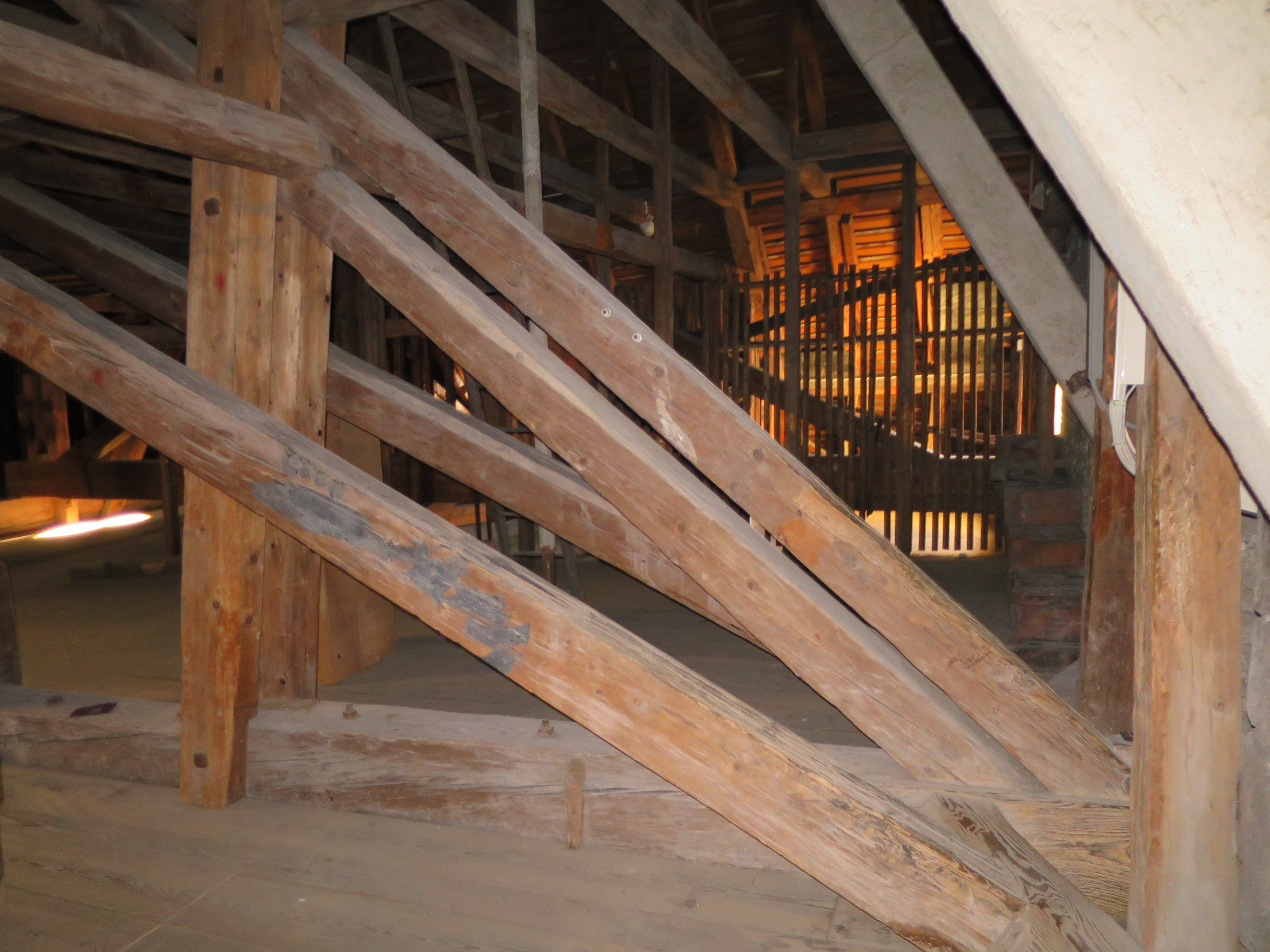
Binder
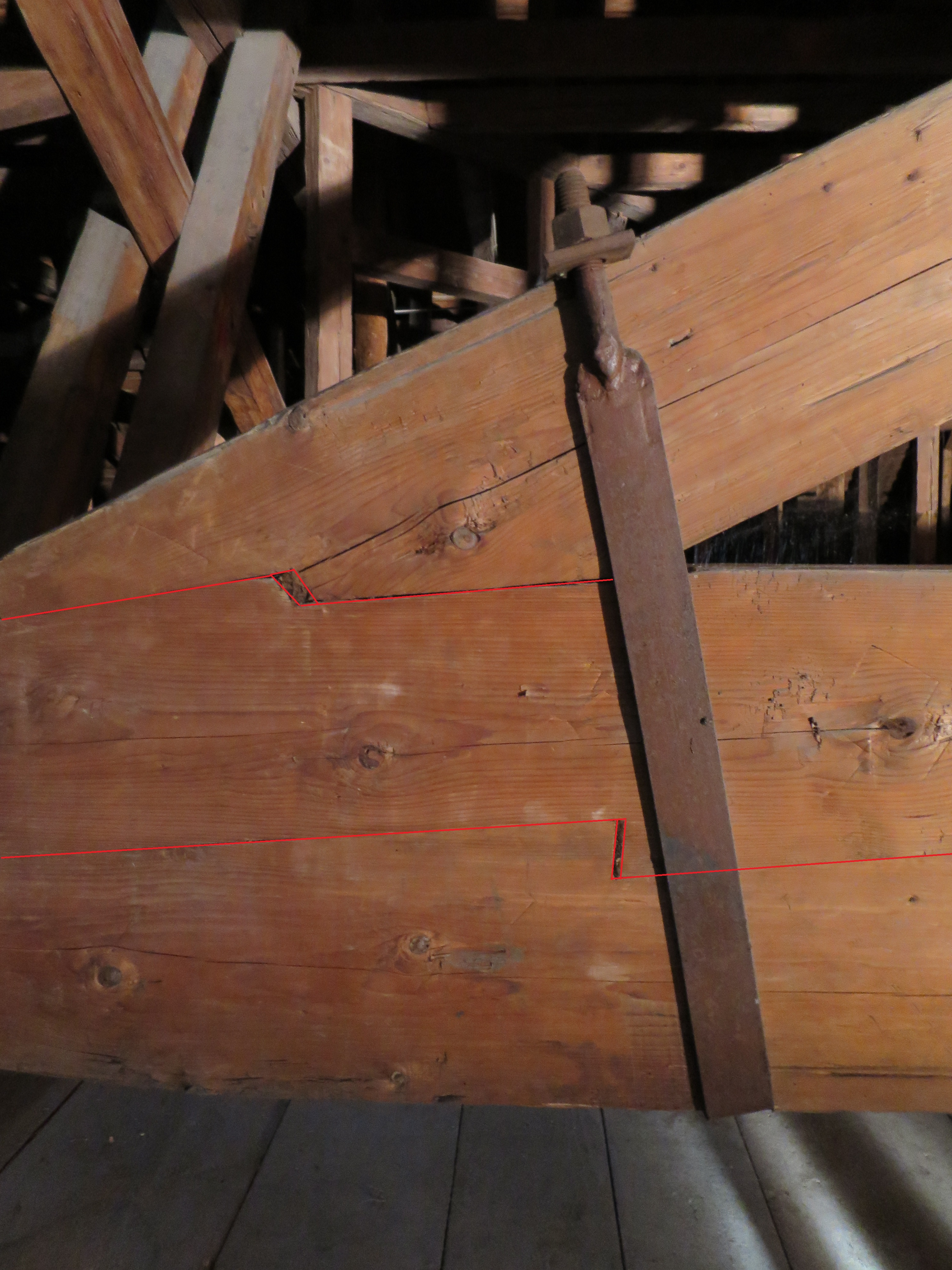
Binder (Verzahnung rot eingezeichnet)

### Innenraum

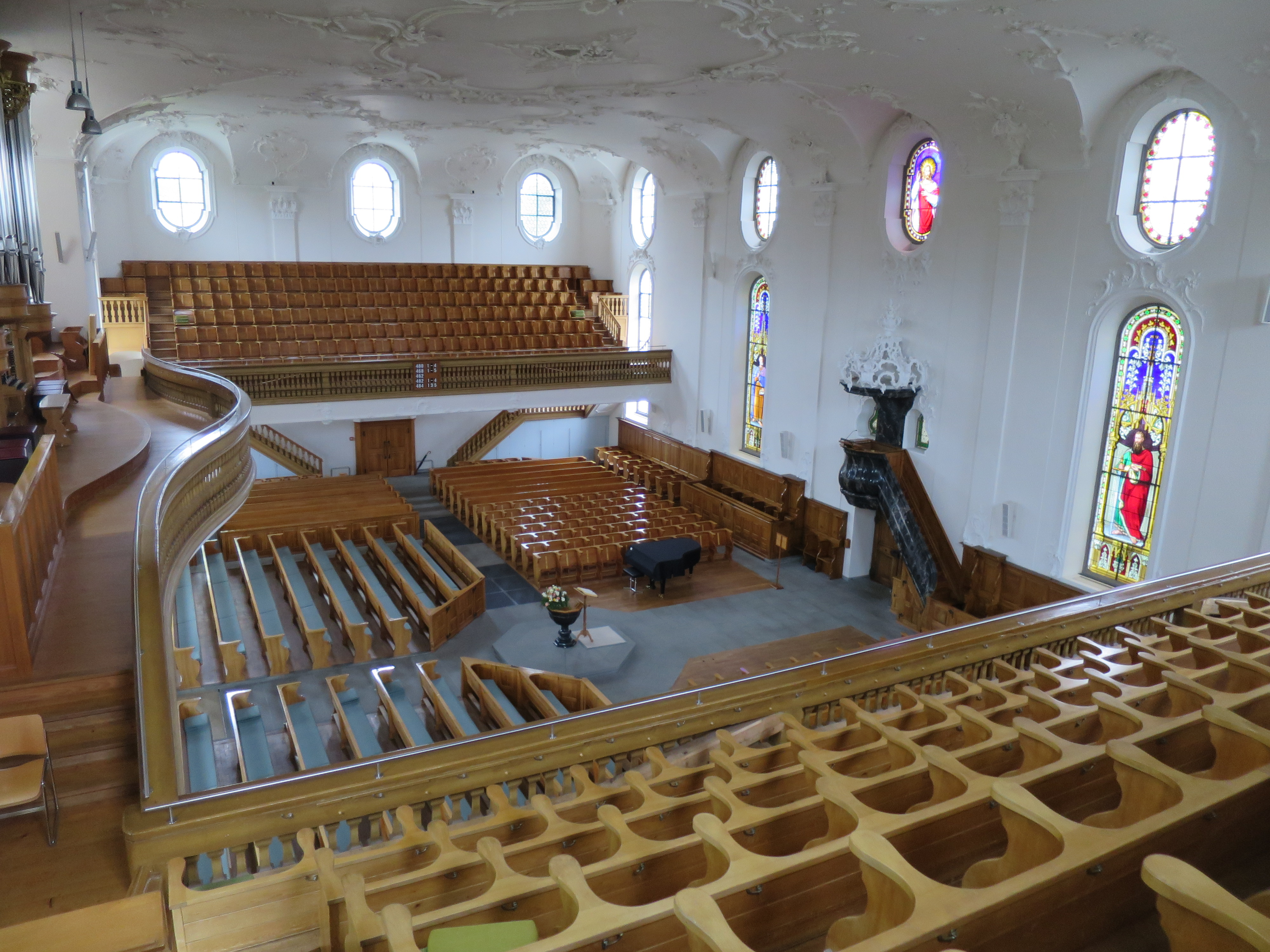
Innenraum nach Nordwesten

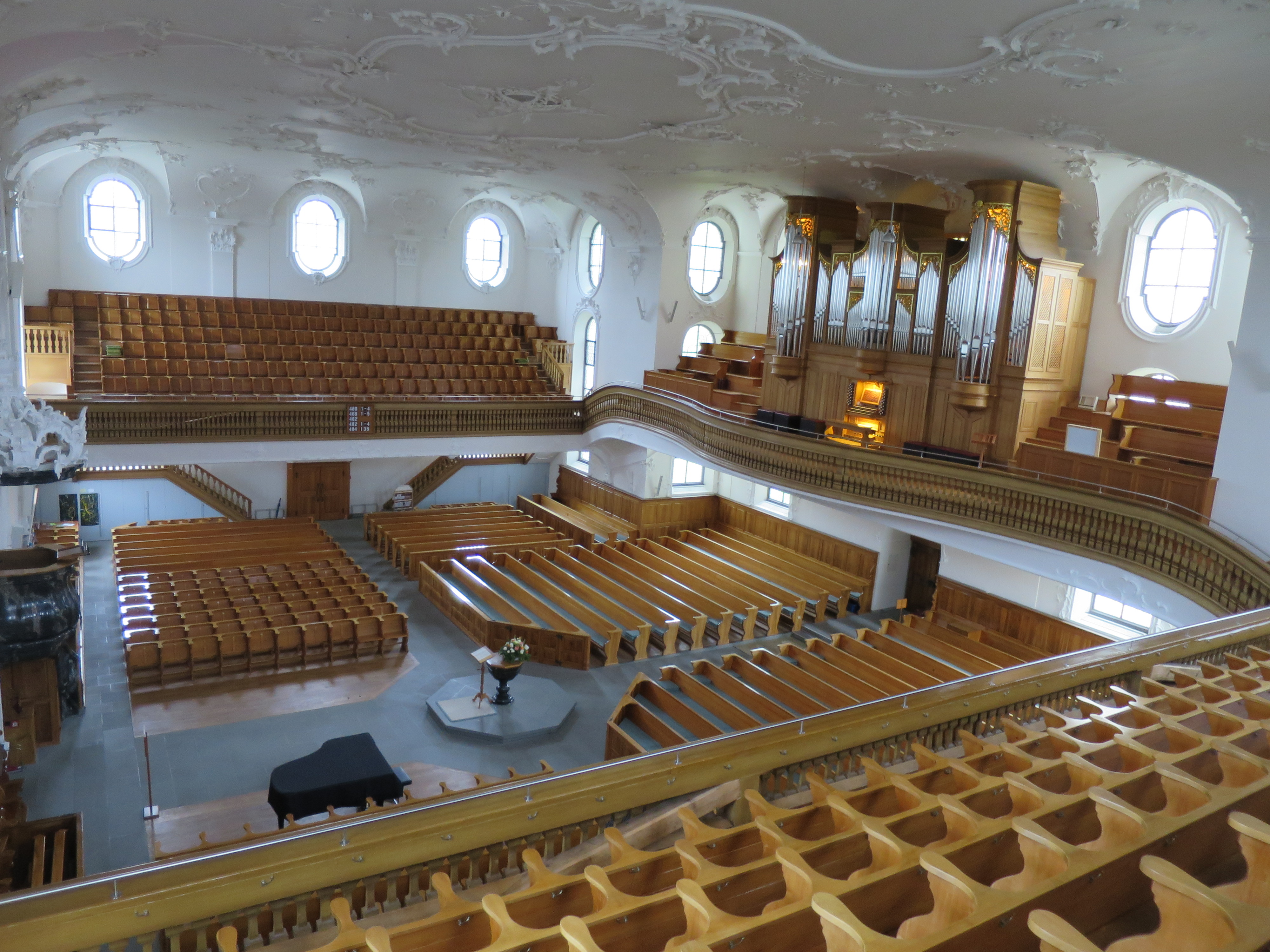
Innenraum nach Südosten

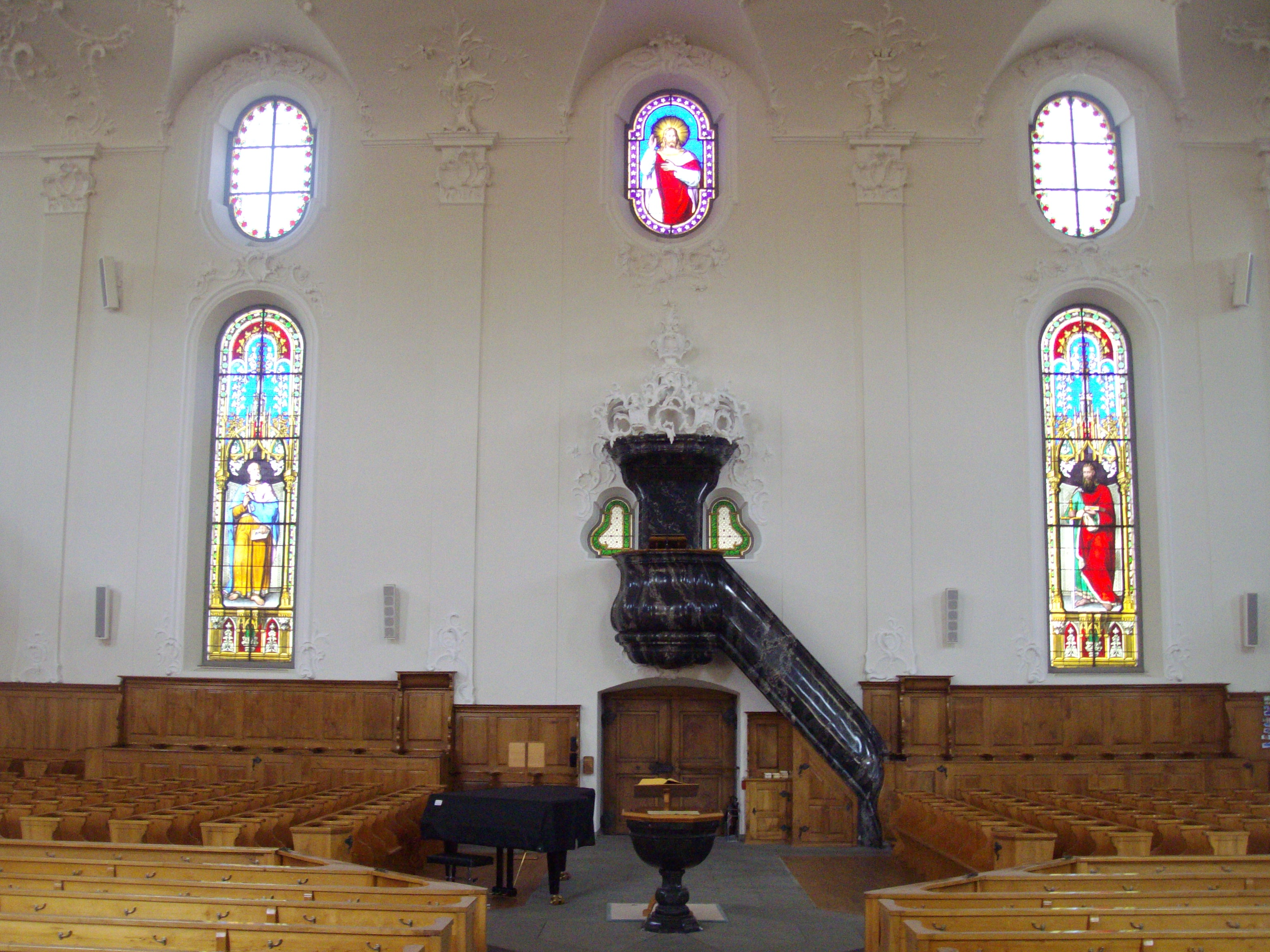
Farbglasfenster

Der stützenfreie Innenraum wird von einer steil ansteigenden U-Empore umgeben. Unter den Seitenemporen hat Grubenmann hängende Säulenkapitelle in Stuck ausführen lassen, um seine Ingenieurskunst, die keiner Säulen bedarf, zu betonen. Die Hauptgänge laufen kreuzförmig auf den Mittelpunkt der Kirche zu, wo sich der Taufstein befindet, der erst am 22. August 1767, einen Tag vor der Einweihung, vollendet wurde. Die Kanzel befindet sich an der Nordwand der Kirche, wodurch sie von allen Plätzen der Kirche aus sichtbar ist. Dies entspricht einem gängigen architektonischen Anspruch der reformierten Kirchen, bei denen die Predigt im Mittelpunkt der Liturgie steht.
Der gesamte Kirchenraum ist mit Rokoko-Stuckaturen versehen, die zu den Hauptwerken des Stuckateurs Peter Anton Moosbrugger zählen. Die reich verzierte Kirchendecke wird von drei symmetrisch angeordneten Deckenkartuschen geprägt. Reich verziert sind auch die Stichkappen oberhalb der Fenster. Die Innenwände werden, wie die Aussenmauern, durch Pilaster mit Rokoko-Kapitellen gegliedert. Die Stuckaturen sind vornehmlich in ornamentalen Formen gehalten: Rocaillen, Voluten, Vasen, Ranken, Blüten, Blätter und Trauben. Die Stichkappen oberhalb der Orgel sind mit Puttenköpfen verziert. Hinter der Orgel, nur von den Emporen aus sichtbar, befindet sich das Wappen des Baumeisters Grubenmann als einziges farbiges Stuckelement.

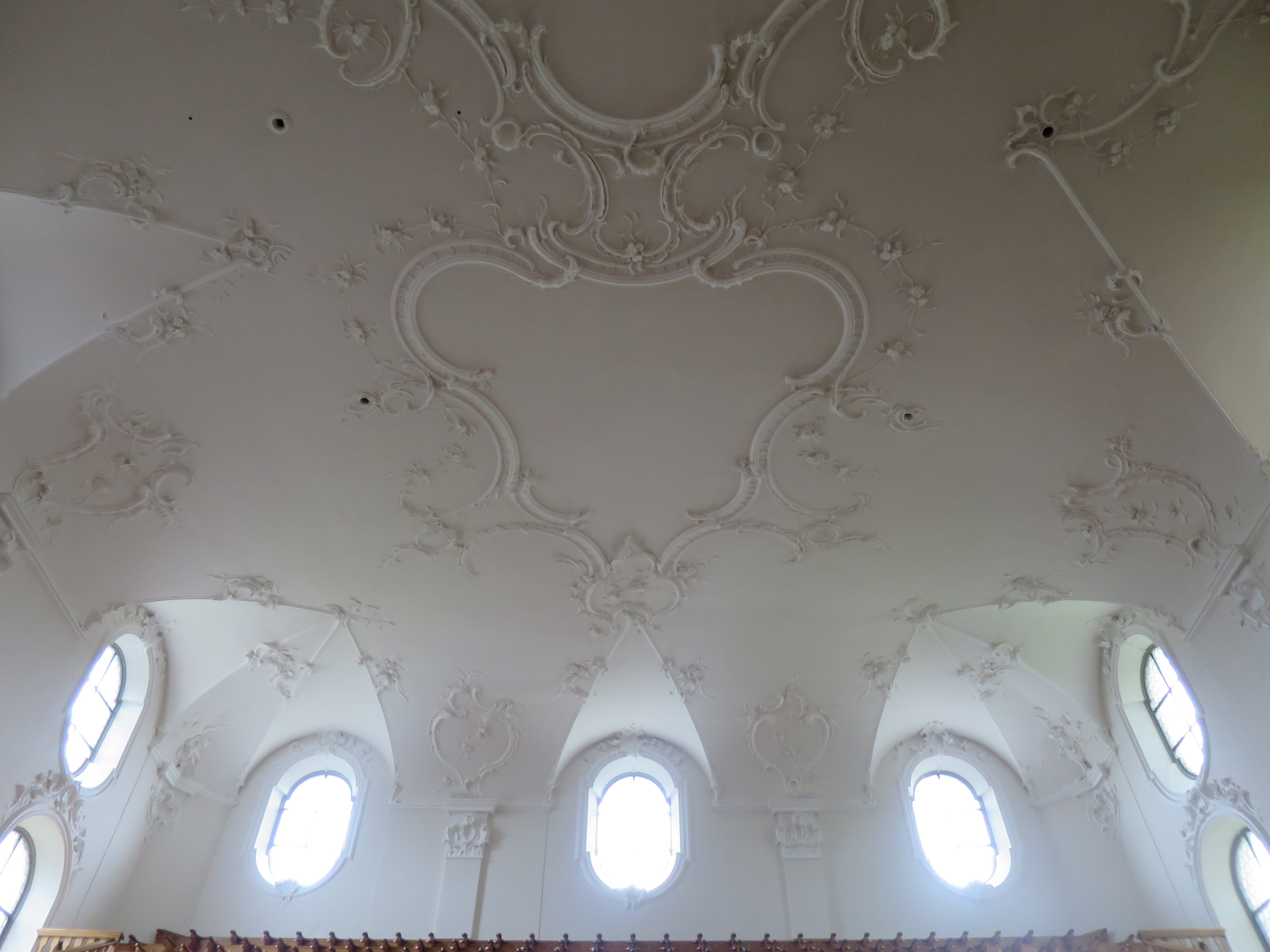
Stichkappen und äussere Deckenkartusche
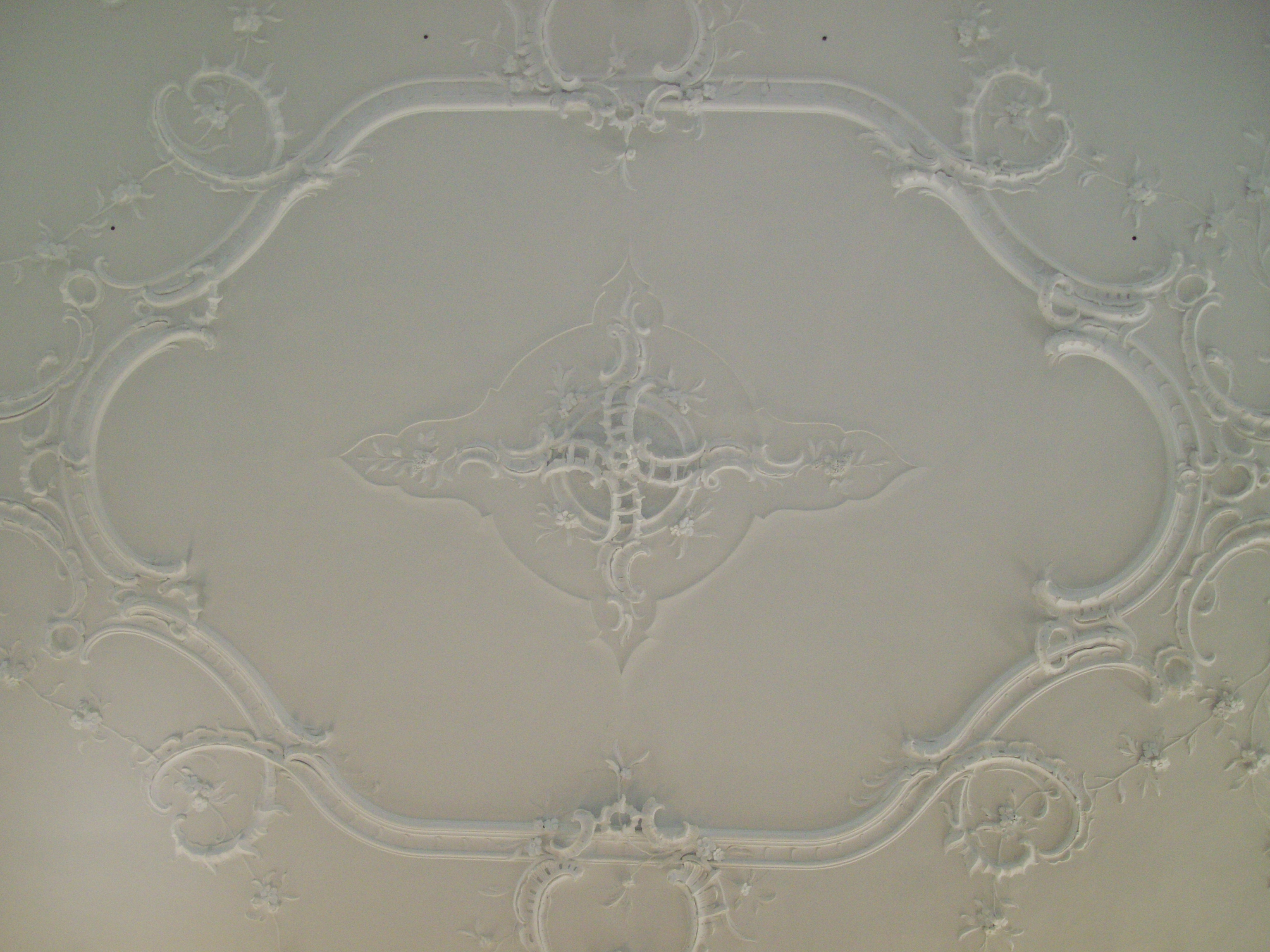
Mittlere Deckenkartusche
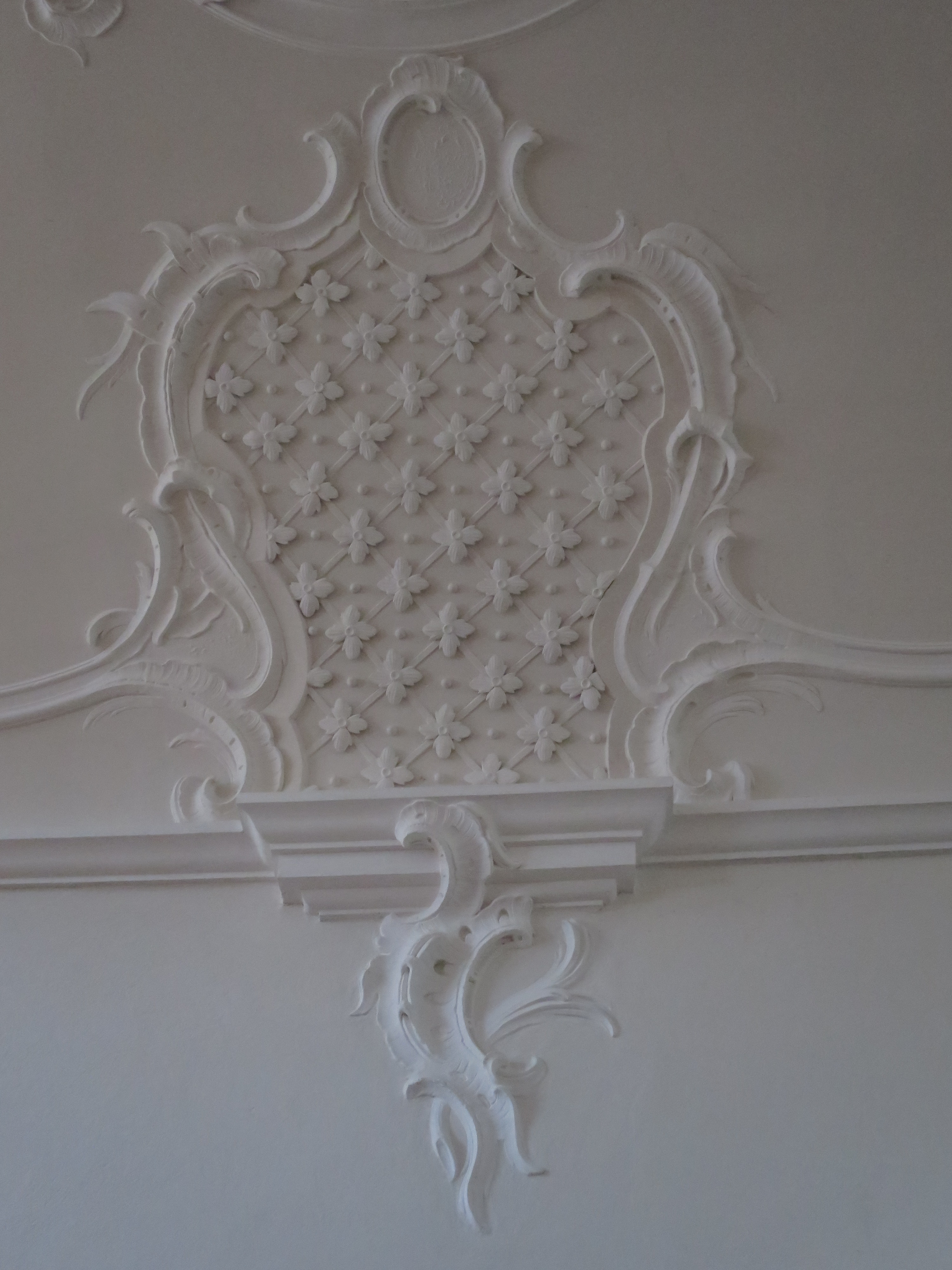
Stuckkartusche
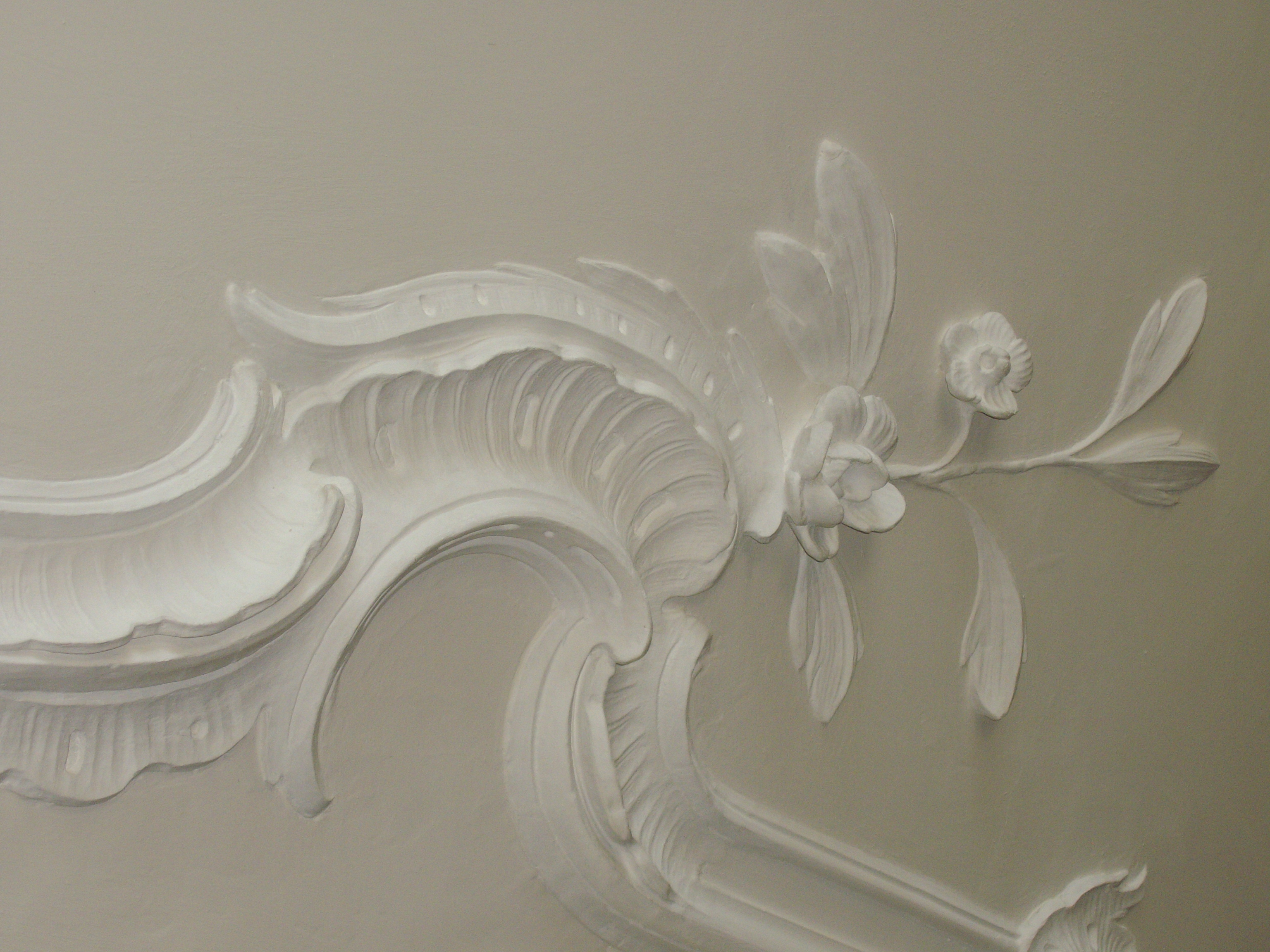
Stuckdetail
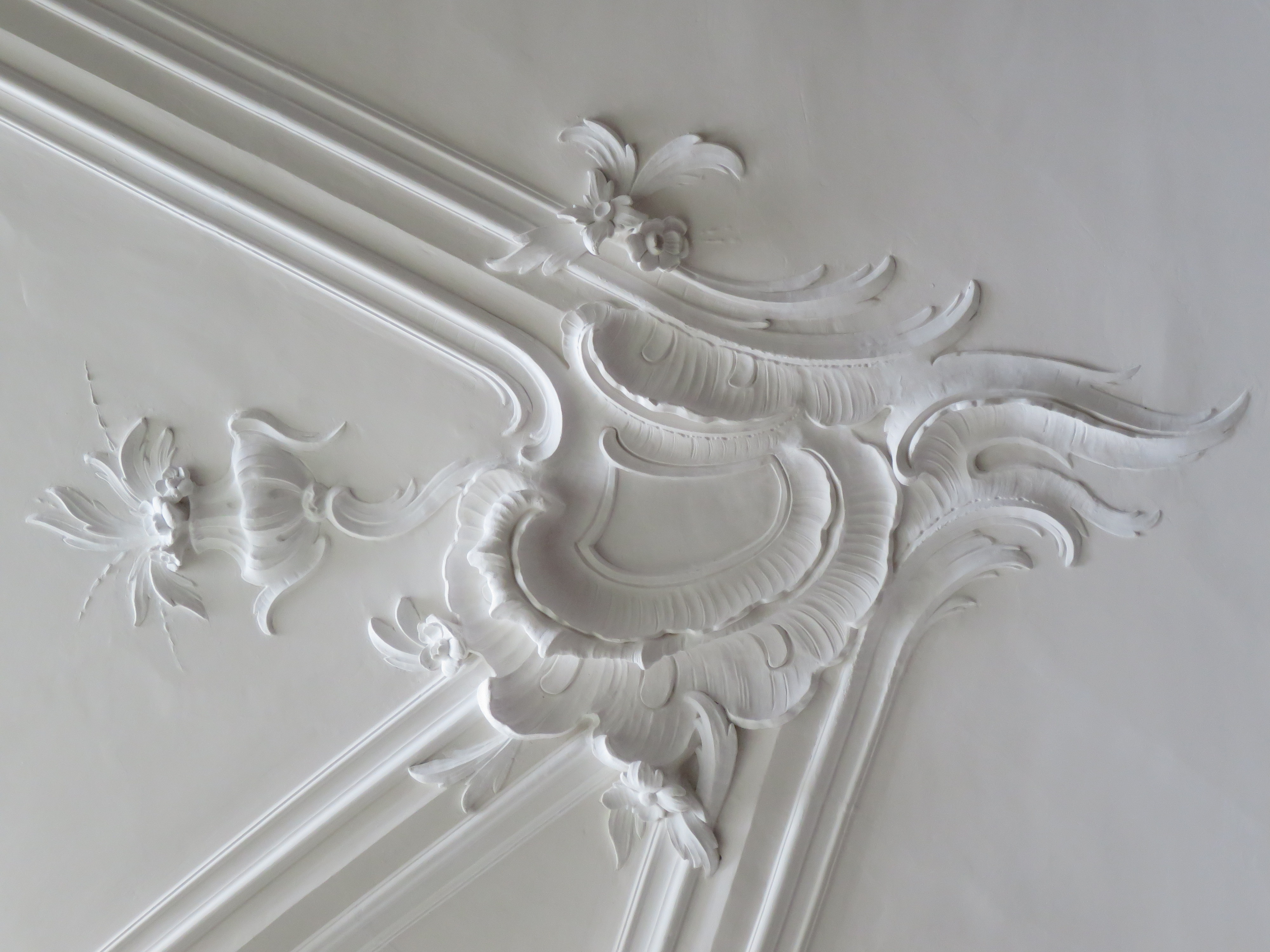
Stuckdetail

### Ausstattung
Die Kanzel aus schwarzem Stuckmarmor mit ihrem schwungvollen Schalldeckel aus Rocaille-Stuck zählt zu den wichtigsten Rokoko-Kanzeln der Schweiz. Wie die Stuck-Dekoration stammt auch die Kanzel von Peter Anton Moosbrugger. Den hölzernen Kern der Kanzel schuf Hans Jakob Messmer, der Erbauer der Kirche Mühlehorn. Aus echtem Bündner Marmor ist der Taufstein, der sich auf einem oktogonalen Sockel im Mittelpunkt der Kirche erhebt.
Die sieben Farbglasfenster in der Kanzelwand sind 1862 im Stil der Neugotik von Johann Jakob Röttinger erschaffen worden. Die Kanzel wird von zwei kleinen geschwungenen Fenstern mit Blattmotiven in kräftigem Grün flankiert. Die beiden hohen Rundbogenfenster zeigen die Apostel Paulus (mit Schwert und Buch) und Petrus (mit Schlüssel). Prachtvoll sind die ornamentalen Zierelemente der Fenster in neugotischen Formen. Oberhalb der Kanzel befindet sich eine Darstellung des thronenden Christus. Er ist im Gegensatz zu den in reformierten Kirchen nicht als Heilige verehrten Aposteln mit Nimbus versehen. Das Christusfenster wird von zwei ornamentalen Farbglasfenstern flankiert. Die übrigen Fenster sind mit Butzenscheiben ausgestattet.
Im Lünettenfenster über dem Turmeingang befand sich bis zur Renovation von 1950 ein weiteres Farbglasfenster von Röttinger. Es zeigte einen betenden Engel, umgeben von einem Spruchband mit dem weihnachtlichen Ruf Ehre sei Gott in den Höhen! (Lk 2,14 ). Das Fenster befindet sich heute im Besitz der Historischen Gesellschaft Wädenswil.
Das Kirchengestühl orientierte sich in Stil und Anordnung bis 2019 an der originalen Bestuhlung von 1767. 1951 wurde ein Teil des originalen Krebsgestühls durch Bänke ersetzt. 2019 erfolgte eine eingreifende Veränderung des Innenraums durch die Entfernung von 16 Bänken im Bereich vor der Kanzel zur Durchführung von Event-Gottesdiensten. Damit wurde die letzte in ihrer Gestühlsanordnung weitgehend originalgetreu erhaltene Querkirche des Kantons Zürich massgeblich verändert. 
Auf den nach wie vor mit Krebsstühlen bestückten Emporen sind einige der alten Kirchenörter mit aufgemalten Namen und Wappen der Besitzer erhalten. Beleuchtungskörper, Lautsprecher und Schränke aus dem 20. Jahrhundert sind, um die Beeinträchtigung des denkmalgeschützten Raumes zu minimieren, zurückhaltend desingt.

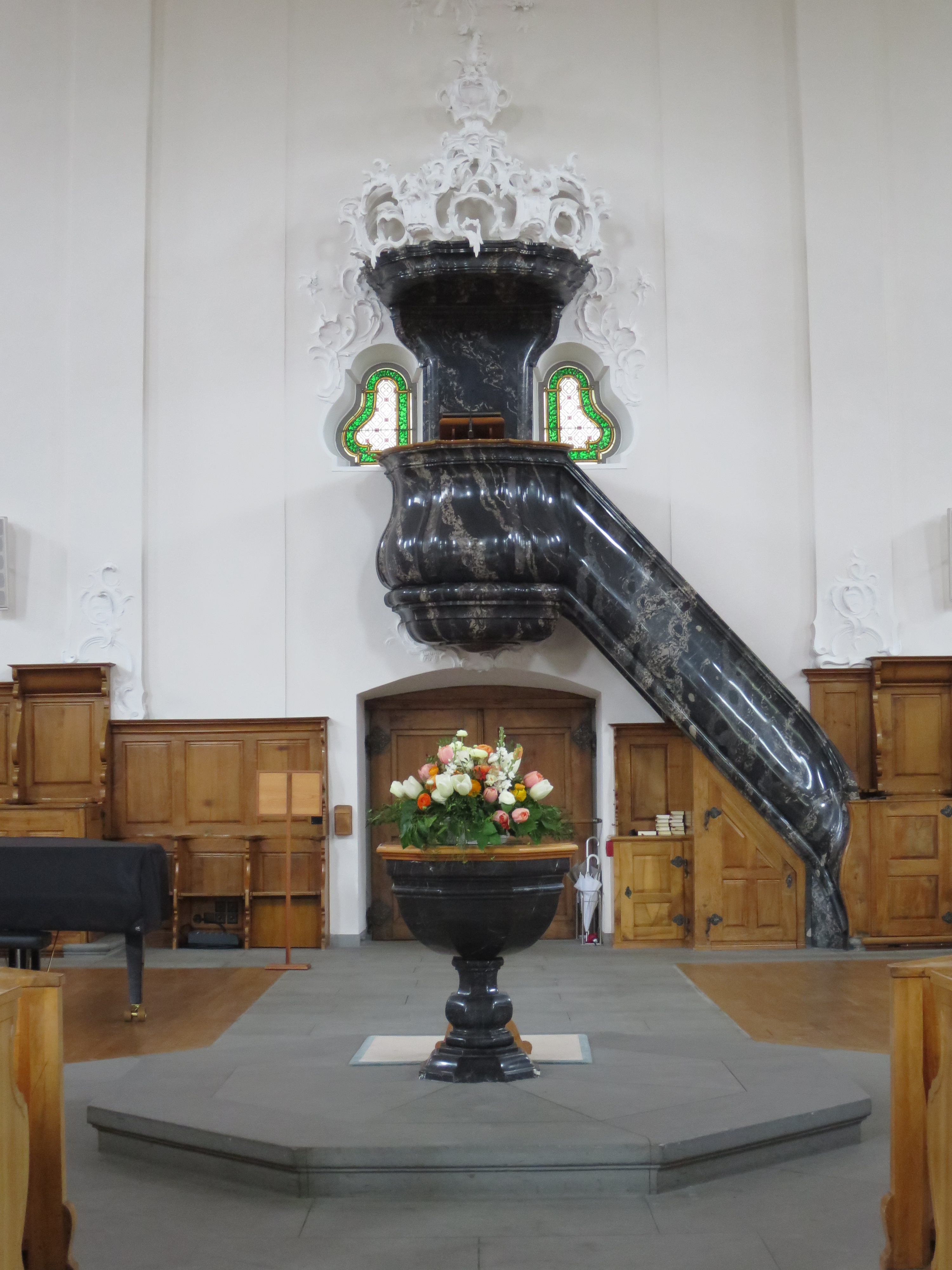
Taufstein und Kanzel
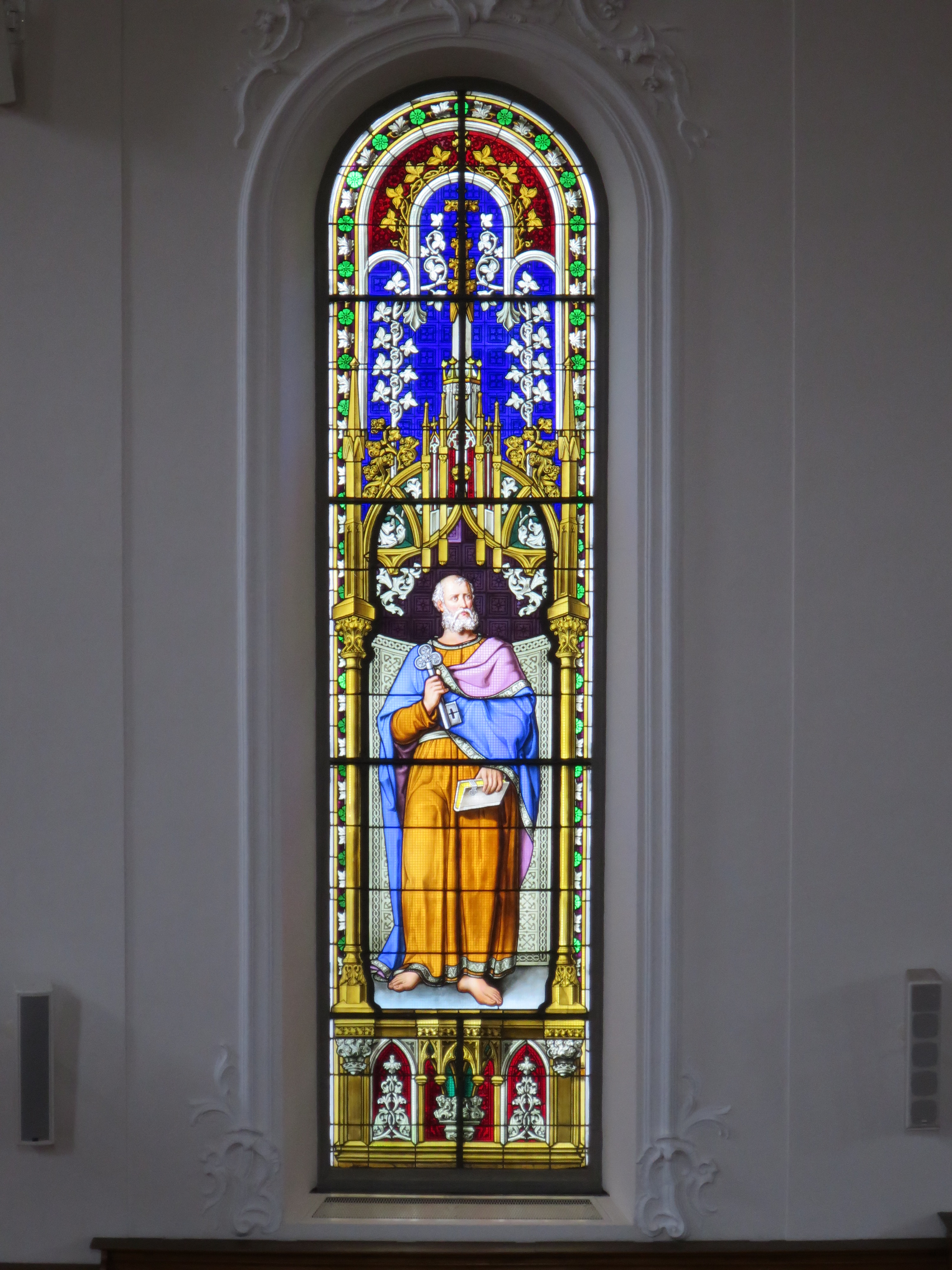
Petrusfenster
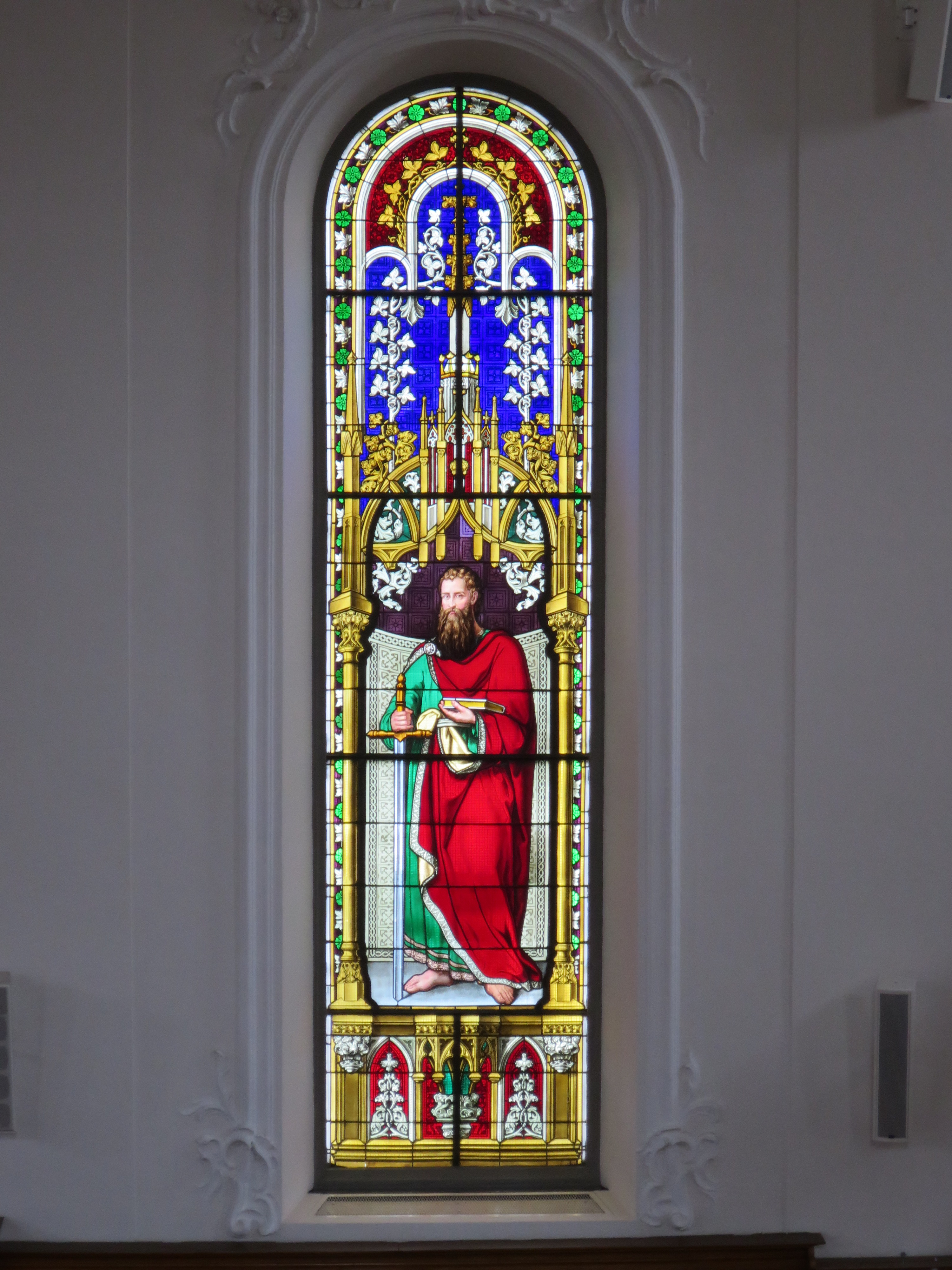
Paulusfenster
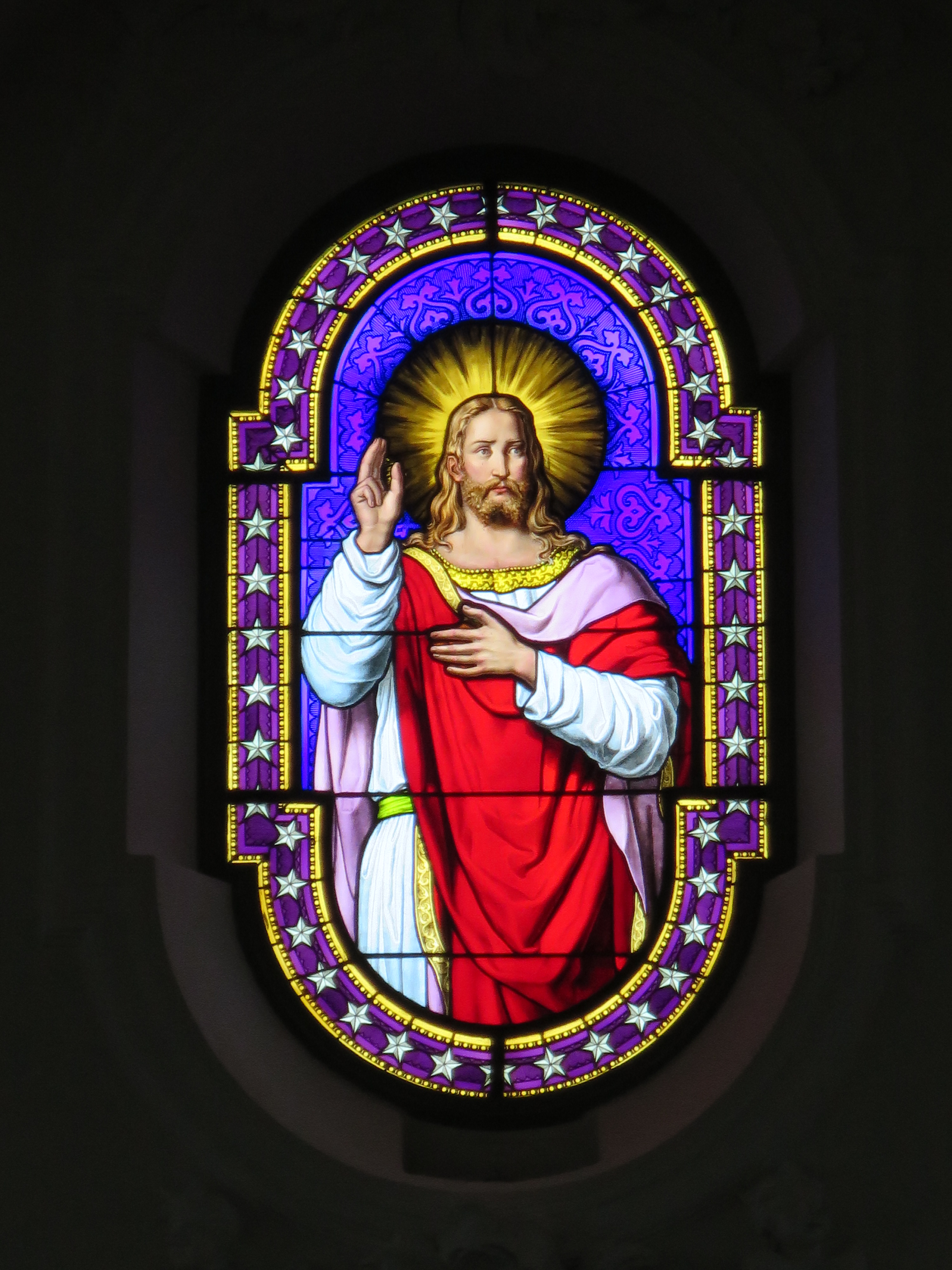
Christusfenster
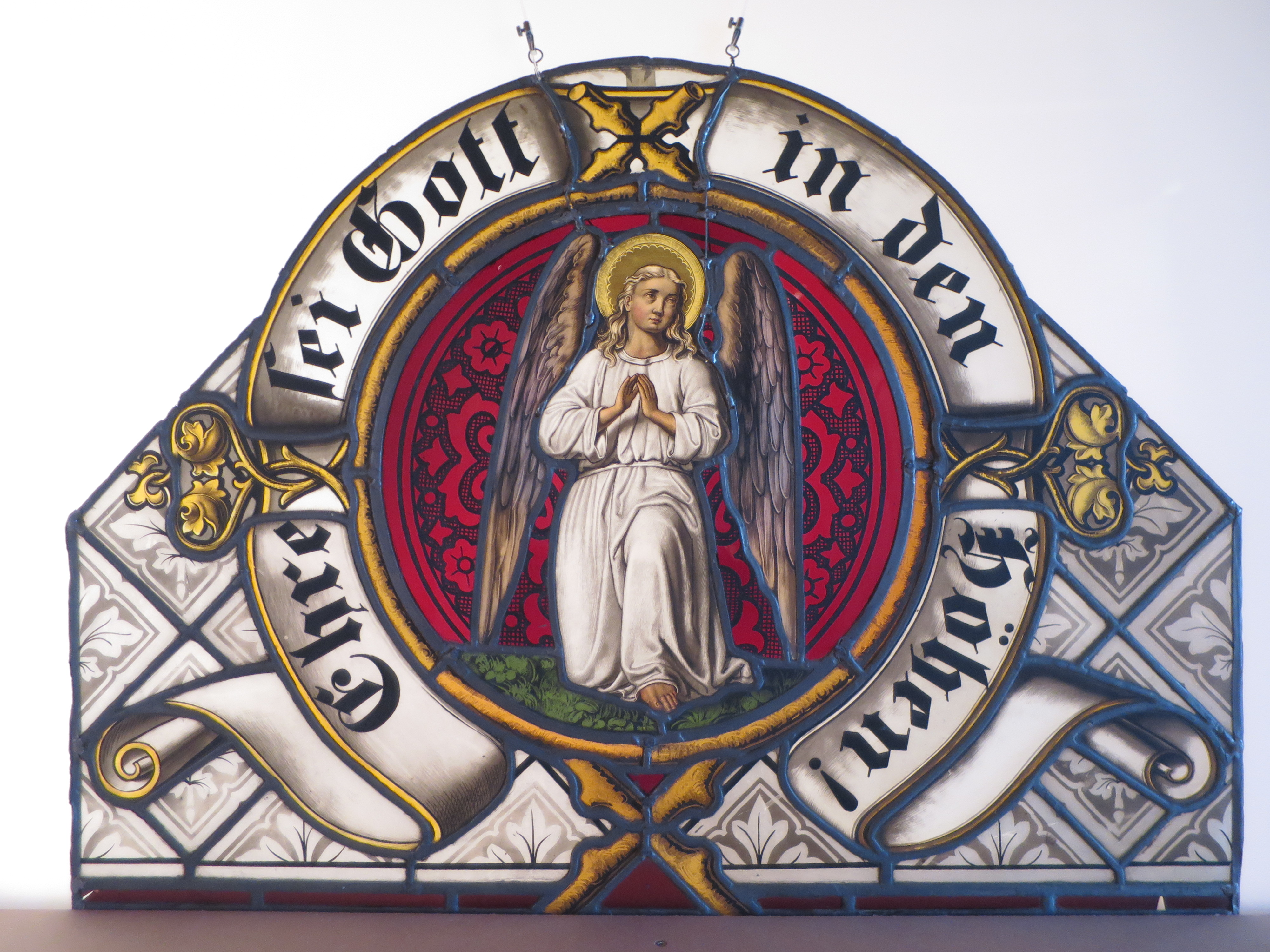
Ehemaliges Lünettenfenster
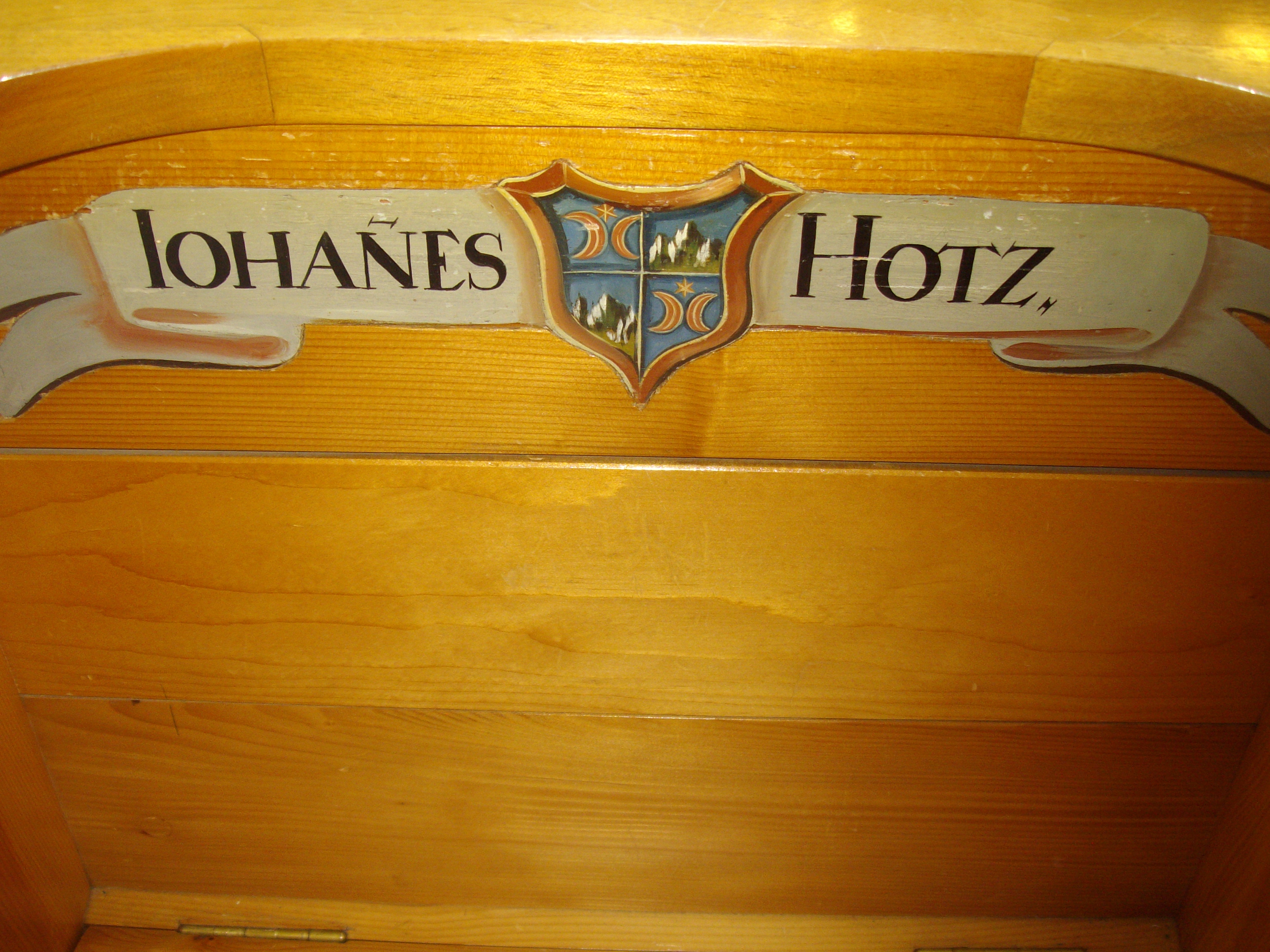
Kirchenort

### Orgel

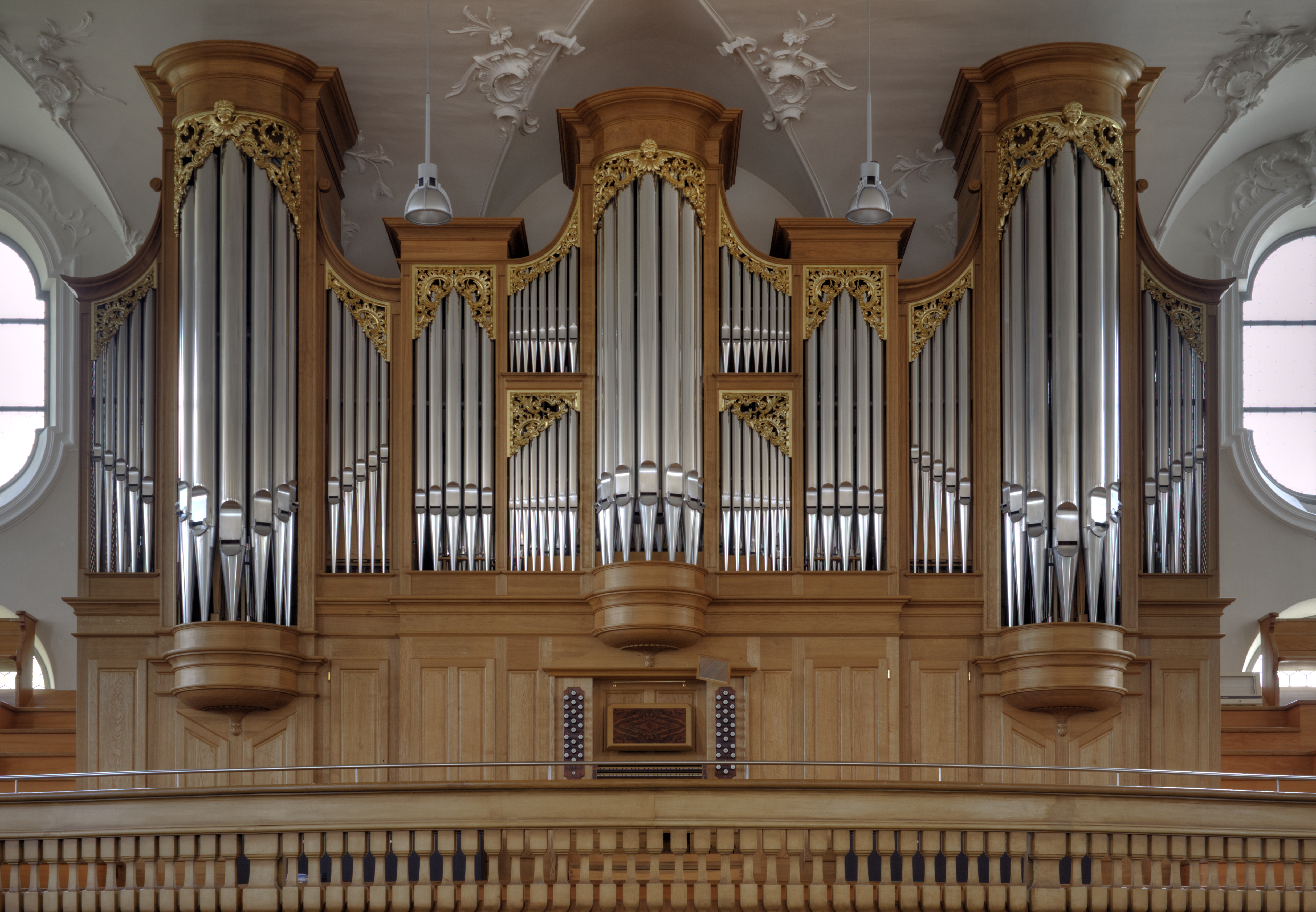
Orgelprospekt

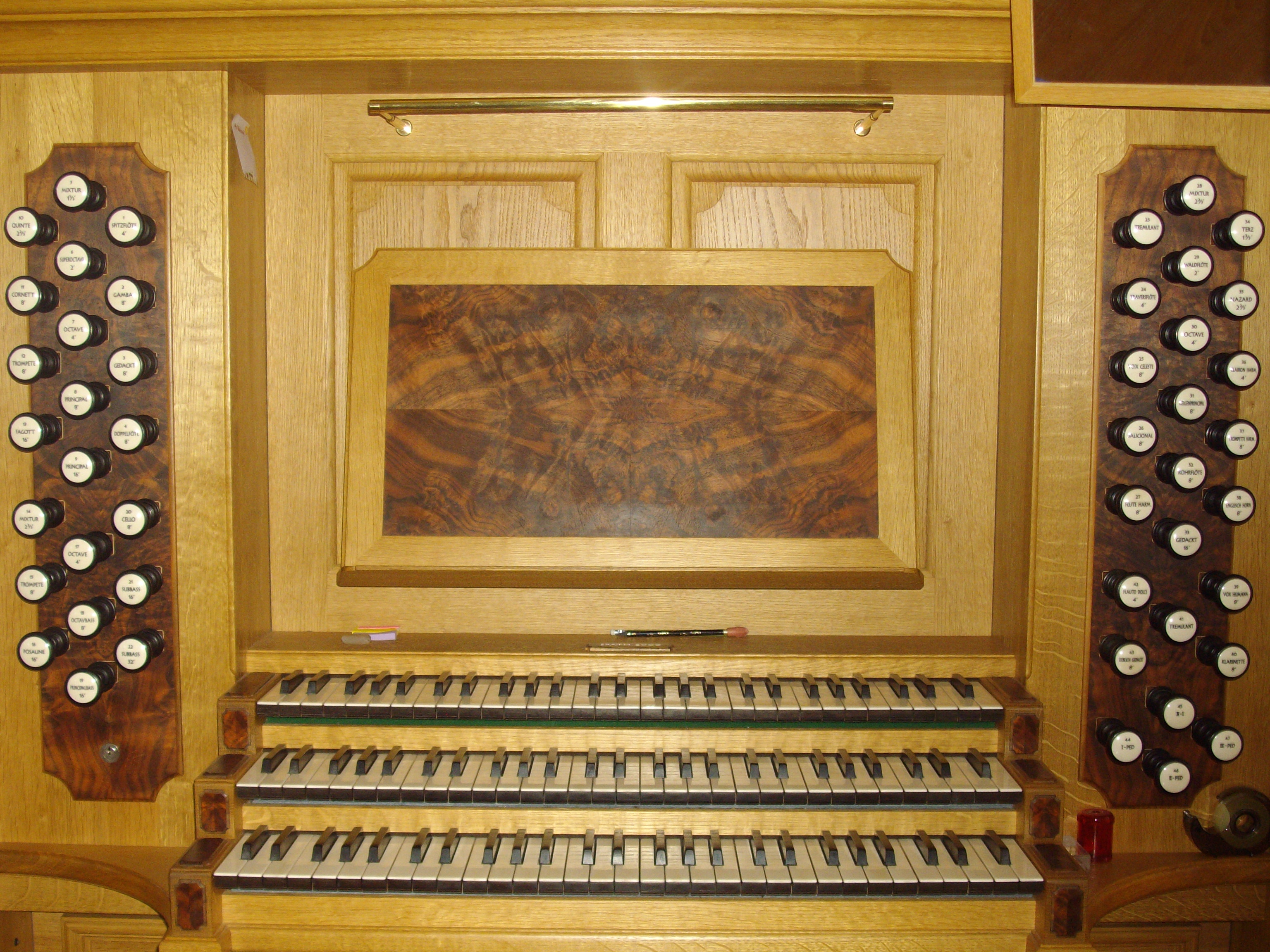
Spieltisch der Orgel von 2001

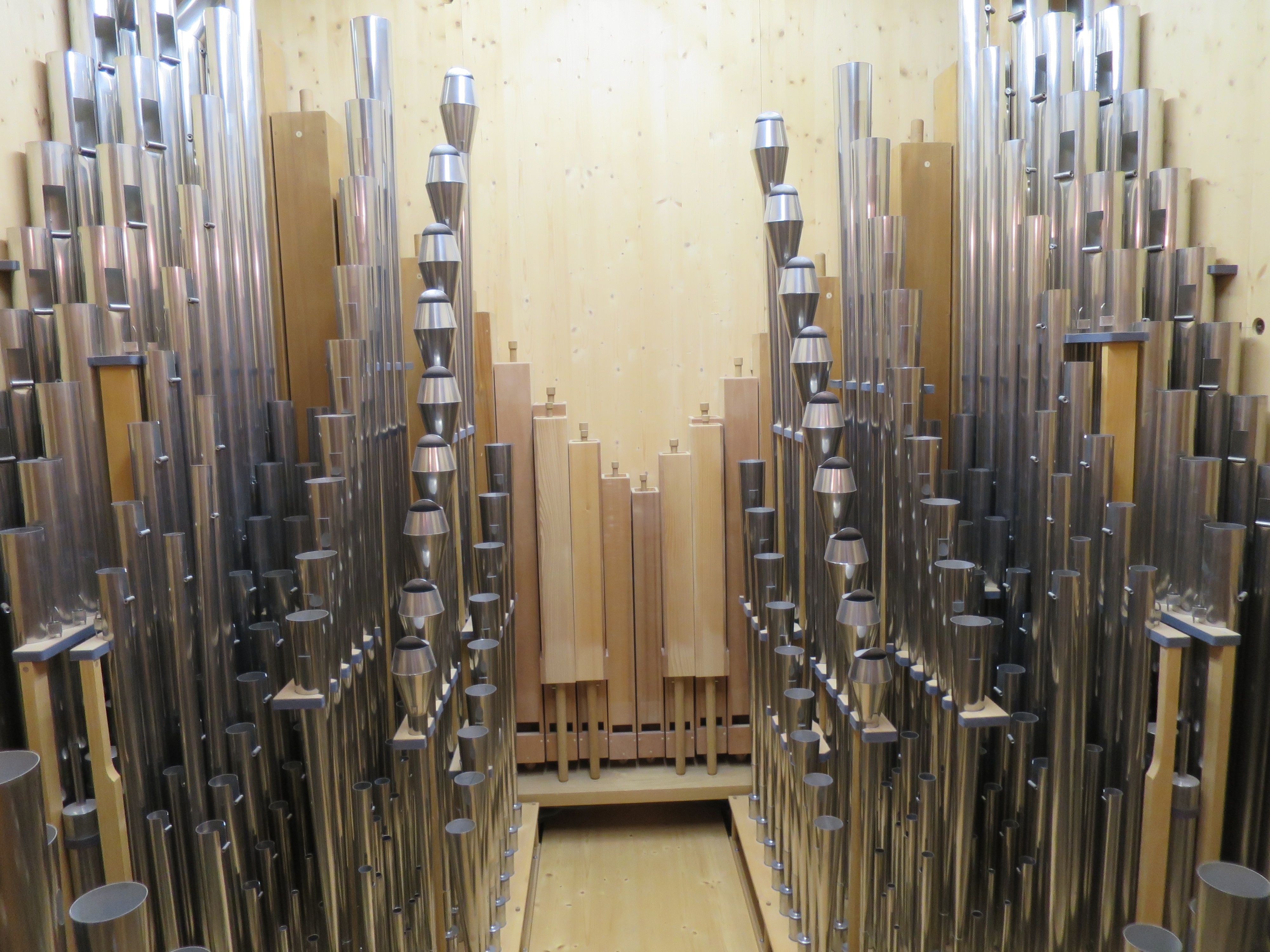
Blick ins Schwellwerk

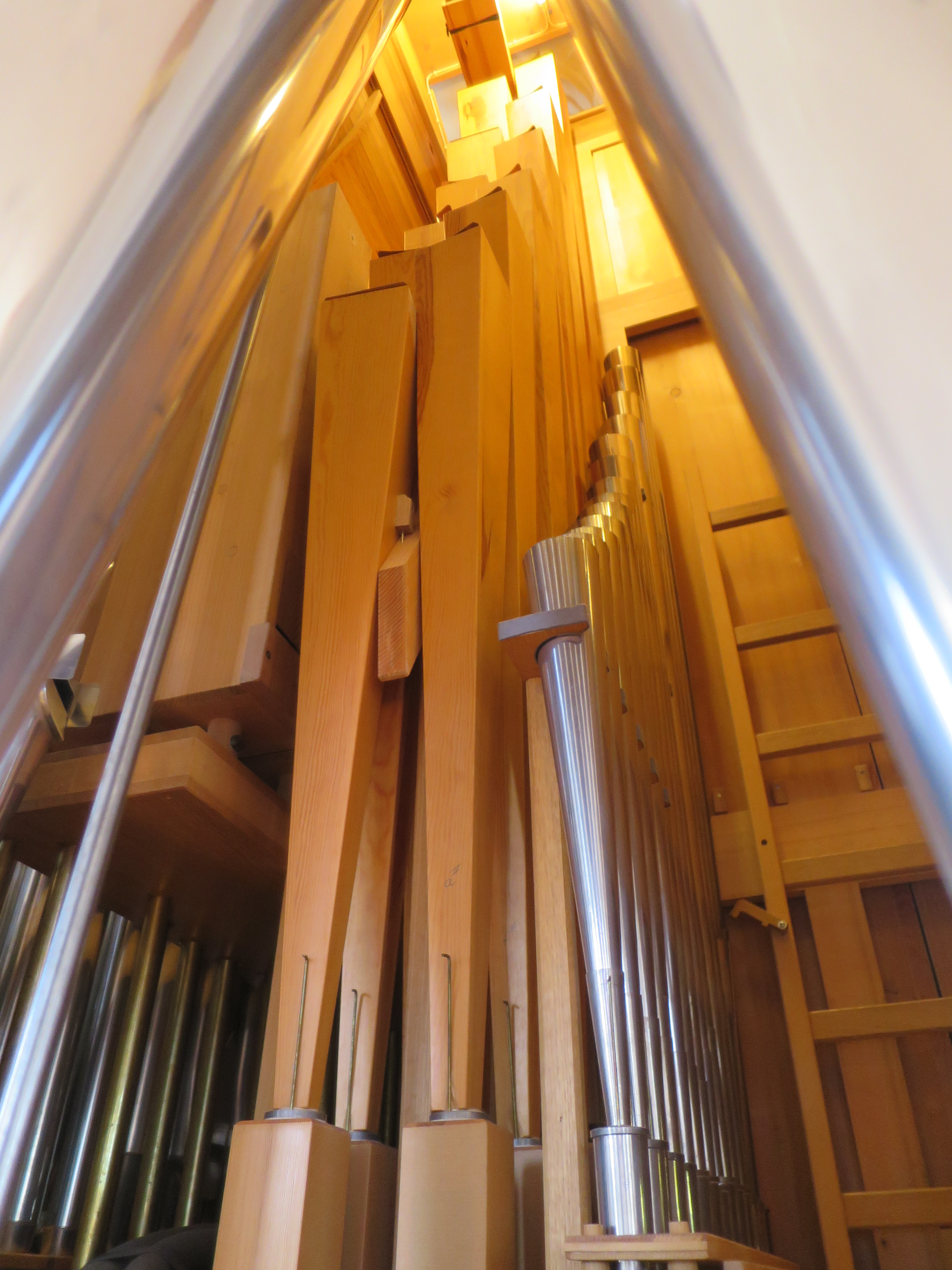
Lingualpfeifen des Pedalwerks

#### Frühere Instrumente
Eine erste Orgel mit 28 Registern wurde 1826 auf der mittlere Empore installiert. Gebaut wurde sie durch die Firma Schildtknecht & Bergmann aus Donaueschingen. Die Orgel wurde 1867 durch ein neues Instrument mit 40 Registern der Firma Orgelbau Kuhn aus Männedorf ersetzt. Derselbe Orgelbauer baute 1920 auch die dritte Orgel, ein monumentales spätromantisches Instrument, das die Breite der gesamten Empore einnahm. Es verfügte über 55 Register und drei Transmissionen. Die vierte Orgel der Firma Goll Orgelbau aus Luzern von 1952 mit 47 Registern war optisch deutlich kleiner, da Teilwerke im Turm untergebracht wurden.

#### Späth-Orgel
Seit 2001 befindet sich auf der Südwestempore eine Orgel der Firma Späth Orgelbau aus Rapperswil SG mit drei Manualen, Pedal und 41 klingenden Registern. Die Orgel verfügt über einen neubarocken Prospekt mit Schnitzereien am Gehäuse und Schleierbrettern, die den Stil der Rokoko-Stuckaturen aufnehmen. Für den Einbau des Schwellwerks wurde der Turm neu isoliert, um Langzeitschäden am Pfeifenmaterial zu vermeiden. Klanglich weist die Orgel sowohl barocke, als auch romantische Komponenten auf, und somit für diverse Orgelliteratur geeignet. Besonders prädestiniert ist sie allerdings für Orgelmusik des frühen 19. Jahrhunderts.
| I Hauptwerk C–g3 |       |
| Principal        | 16′   |
| Principal        | 8′    |
| Doppelflöte      | 8′    |
| Gamba            | 8′    |
| Gedackt          | 8′    |
| Octave           | 4′    |
| Spitzflöte       | 4′    |
| Quinte           | 2 ⁄3′ |
| Superoctave      | 2′    |
| Mixtur IV        | 1 ⁄3′ |
| Cornett V        | 8′    |
| Fagott           | 16′   |
| Trompete         | 8′    |

| II Schwellwerk C–g3  |        |
| Gedackt              | 16′    |
| Geigenprincipal      | 8′     |
| Flûte harmonique     | 8′     |
| Rohrflöte            | 8′     |
| Salicional           | 8′     |
| Voix céleste         | 8′     |
| Octave               | 4′     |
| Traversflöte         | 4′     |
| Nazard               | 2 ⁄3′  |
| Waldflöte            | 2′     |
| Terz                 | 1 3⁄5′ |
| Mixtur IV            | 2 ⁄3′  |
| Englisch Horn        | 8′     |
| Trompette harmonique | 8′     |
| Clairon harmonique   | 4′     |
| Tremulant            |        |

| III Echowerk C–g3 |    |
| Lieblich Gedackt  | 8′ |
| Flauto dolce      | 4′ |
| Vox humana        | 8′ |
| Klarinette        | 8′ |
| Tremulant         |    |

| Pedal C–f1    |       |
| Subbass       | 32′   |
| Principalbass | 16′   |
| Subbass       | 16′   |
| Octavbass     | 8′    |
| Cello         | 8′    |
| Octave        | 4′    |
| Mixtur IV     | 2 ⁄3′ |
| Posaune       | 16′   |
| Trompete      | 8′    |

- Koppeln: II/I, I/P, II/P, III/P

## Bedeutung
Die Kirche von Wädenswil ist eine der ältesten Querkirchen in der östlichen Schweiz und hat den protestantischen Kirchenbau des Spätbarocks und des Klassizismus wesentlich beeinflusst. Das Konzept mit sich mittig kreuzenden Gängen und zentraler Kanzel an der breiteren Seite fand in der reformierten Schweiz viele Nachahmungen. Zu solchen gehören die Kirche Horgen, die Kirche Uster oder die Kirche Kloten.
Die Konstruktionen von Dach und Emporen sind bemerkenswerte Zeugen der Handwerkskunst Grubenmanns, dessen Hauptwerk die Kirche darstellt. Grubenmanns Dachkonstruktion wird zu den kühnsten statischen Ingenieurleistungen der Schweiz gezählt. Von nationaler Bedeutung ist auch die reichhaltige Innenausstattung im Rokoko-Stil von Peter Anton Moosbrugger.

## Persönlichkeiten
An der Kirche Wädenswil wirkten unter anderem folgende bedeutende Persönlichkeiten:
- Christian Friedrich Kranich (1784–1849), Pfarrer, Liedersammler und Dichter
- Johann Jakob Nater (1826–1906), Organist, Dirigent und Komponist
- Fritz Stüssi (1874–1923), Organist, Pianist, Dirigent und Komponist
- Heinrich Funk (1904–1977), Organist und Dirigent

## Nutzung
In der Kirche werden regelmässig Gottesdienste der reformierten Kirchgemeinde durchgeführt. Daneben steht die Kirche für Privattaufen und Hochzeiten zur Verfügung. Aufgrund der günstigen Sitzordnung und des festlichen Innenraums ist die Kirche ein beliebter Veranstaltungsort für Konzerte.

## Weitere kirchliche Bauten
Unter dem Kirchhof wurden Mauerreste eines mittelalterlichen Beinhauses gefunden. Die heutige Gestaltung des Kirchhofs stammt aus den 1960er Jahren. Erhalten ist gegenüber der Hauptfassade das Pfarrhaus aus dem Jahre 1752. Nordöstlich der Kirche steht die Villa Zur Rosenmatt, eine um 1901 errichtete Fabrikantenvilla, die heute als Kirchgemeindehaus dient. Der Kirchgemeinde gehört auch das Haus Sunneblick an der Schönenbergstrasse unterhalb der Kirche. Im Ortsteil Au besteht seit 1972 der Kirchenpavillon Au.

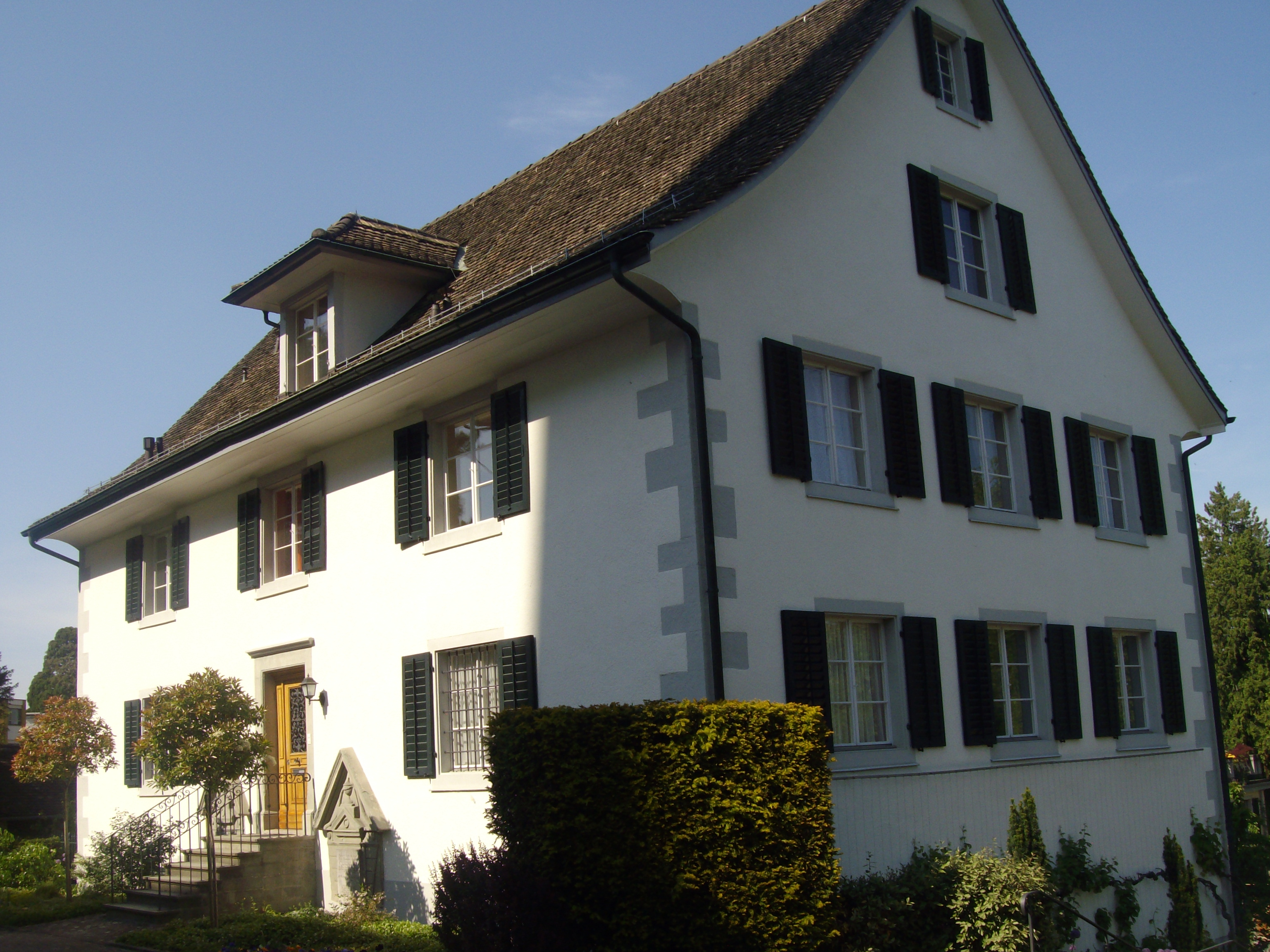
Pfarrhaus
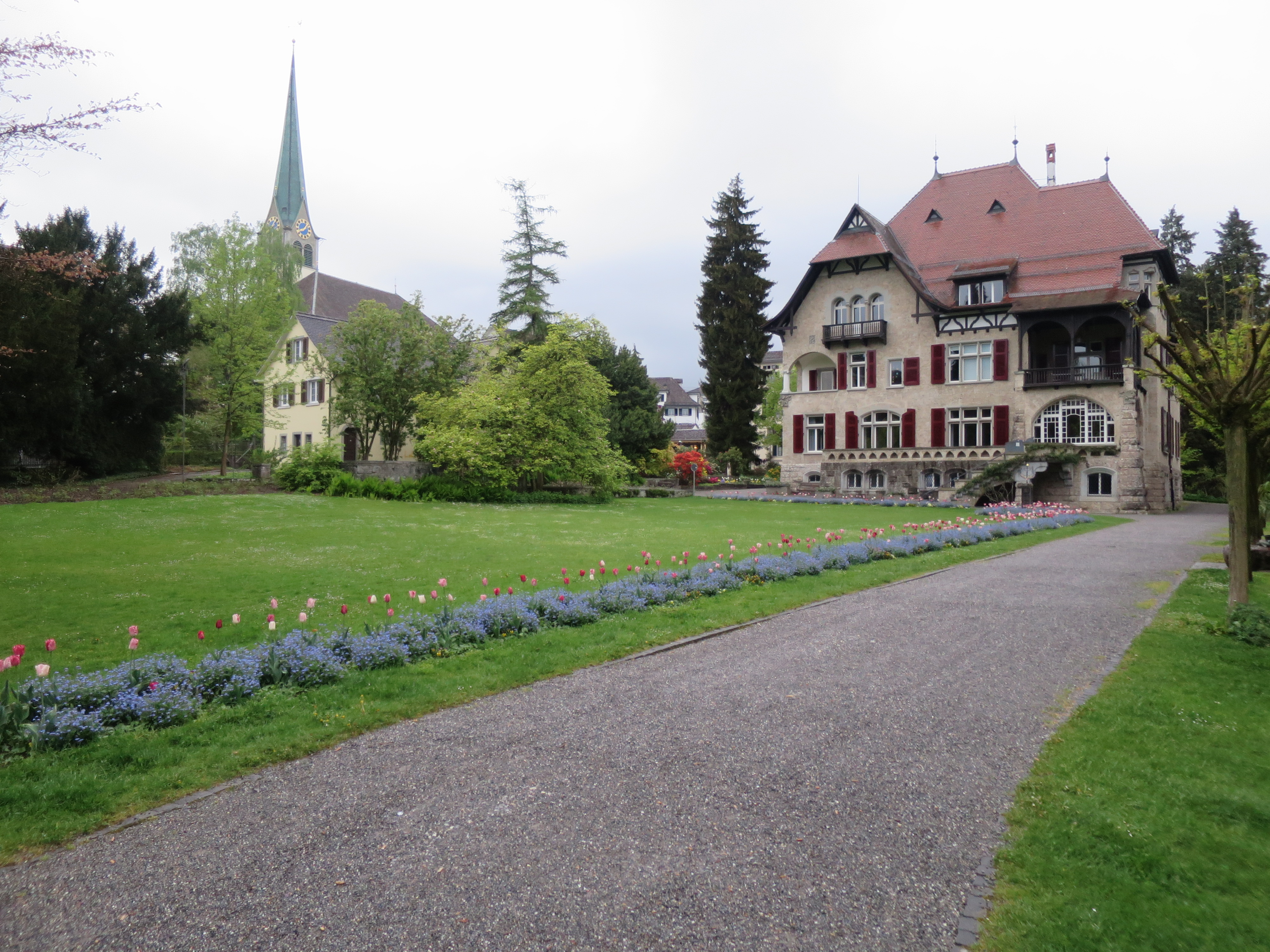
Kirchgemeindehaus Zur Rosenmatt mit Kirche